# 명탐정 코난의 등장인물 목록

명탐정 코난에 등장하는 주된 캐릭터다. 뒷줄의 왼쪽부터 오른쪽 : 토야마 카즈하, 핫토리 헤이지, 스즈키 소노코, 모리 란, 모리 코고로, 키사키 에리, 아가사 히로시
앞줄의 왼쪽부터 오른쪽 : 코지마 겐타, 츠부라야 미즈히코, 에도가와 코난, 하이바라 아이, 요시다 아유미

이 문서는 아오야마 고쇼의 만화인 《명탐정 코난》에 등장하는 인물들에 대해 설명하고 있다. 한국어 더빙판에 나오는 이름에 대한 자세한 정보는 명탐정 코난 (애니메이션)에서 다루기로 한다.
- 공지 사항

- 극장판 오리지널 인물은 분류:명탐정 코난 영화나 명탐정 코난의 영화 목록 위키를 참조하시오.
- OVA 오리지널 인물들은 명탐정 코난의 OVA 목록 위키의 등장인물 항목을 참조하시오.
- 굵은 글씨는 주요 담당 성우이다.

## 주요 등장 인물

### 모리 탐정 사무소
- 에도가와 코난아포톡신을 복용한후 작아진 남도일. FBI, CIA, 공안과 검은조직을 쫒고있다. 소꿉친구인 모리 란을 좋아하고 있으며 런던 에피소드에서 정식으로 고백한 후 사귀는 사이로 발전한다.

- 모리 란 (유미란)

- 모리 코고로 (유명한)

- 아무로 토오루/후루야 레이(안기준/강준영)
  - 성우: 후루야 토오루(古谷徹, Tōru Furuya)/박성태, 김가령(어린 시절)

아무로 토오루(일본어: 安室 徹, あむろ とおる)는 아마추어 탐정으로 자신의 추리가 잘못된 것을 지적한 모리 코고로(코난)의 추리가 진실임을 알게 된 후 모리 코고로(탐정 유명한)의 조수로 전향한 인물이다. 얼굴이 거무잡잡하며 상당한 추리력의 소유자이다. 벨트리 급행 미스테리 트레인 살인사건을 통해 검은 조직의 멤버 중의 한 명인 버본으로 밝혀졌다. 다테 형사를 조문하러 묘지에 방문한 사토 형사와 다카기 형사를 바라보며 다테 형사를 친구로 부르는 장면이 등장했다.
평시는 "포와로"에서 아르바이트를 하고 있지만 한 사건당 수업료로 거액을 귀띔하여 코고로의 마음을 사로잡는 등 경제적으로 불편하지 않은 모습. 코난이 휘말린 사건으로 세라의 모습을 확인한 이후 그녀를 알고 있는 듯한 반응을 보였다.
연재분 888화에서 쿠스다 리쿠미치에 대해 조사하고 있다는 것이 밝혀졌으며 코난 주위에 나타난 인물들 중에 변장한 아카이가 있을 거라고 생각하고 이를 입증한 뒤 잡아가려고 했다. 자신의 동료들에게 라이하 고개로 갈 조디 일행을 붙잡으라고 지시해뒀는데, 이들이 위험해지면 오키야가 어쩔 수 없이 정체를 밝힐 거라고 생각했기 때문인 듯하다. 이후 아무로의 본명이 후루야 레이이며, 공안이 투입한 스파이라는 게 밝혀진다.
- 후루야 레이
  - 성우: 후루야 토오루/박성태

- 베르무트(일본어: ベルモット, 영어: Vermouth)
  - 성우: 코야마 마미/양정화

주로 정보 수집이나 암살, 거래를 보조로 맡고 있는 조직의 여성 간부.
국적은 독일인으로 추정되고 있으며 현지인 수준으로 일본어에 능통하다. 퍼스트컬러는 보라색이다.
미국의 헐리우드에서도 활약한 대배우로 아카데미 상도 수상했다.  과거의 1대 괴도 키드에서 변장술을 배우고 신이치의 어머니인 쿠도 유키코와 함께 연기를 했다.  변장술에 능통하지만 극단적으로 자신의 체격과 다른 경우 정체가 드러날 것을 우려하여 변장을 삼가려고 한다. 그래서 칠흑의 추적자에선 아이리시를 특별 수사팀 관리관으로 변장시켰다
부모님은 샤론 빈 야드가 데뷔할 때 화재로 불에 타 숨졌고 남편도 오스카 상을 받은 다음 달에 병사하였다. 샤론 본인도 병으로 사망한 것으로 세상에 알려졌으며 장례식도 치루어졌다. 유일한 딸인 크리스 빈 야드(Chris Vineyard)가 있다고 사람들은 믿었지만, 실은 샤론과 크리스는 동일인물. 현재 베르무트는 크리스 빈 야드란 이름으로 활동 중이다.
베르무트는 플레버드 와인의 일종으로 리큐르이다. 크게는 스위트 베르무트와 드라이 베르무트로 분리가 된다. 어원은 독일어로 쑥을 나타낸다.
베르무트는 칵테일의 재료로 많이 사용된다. 극 중에서 베르무트의 위치를 보면 술 이름과 잘 어울리는 상황이 자주 연출이 된다. 마타니의 이야기로도 유명한데 진과 베르무트를 각각 3 : 1로 섞으면 마티니가 된다. 술집에서 진과 워커에게 웨이터로 변장해 다가가 마티니를 건네는데 이 때 진은 변장을 눈치채고 얼음송곳으로 변장을 찢어발긴다. 그리고 워커가 요즘 어디서 뭘 하고 있냐고 물어보고 베르무트는 비밀은 여자를 아름답게 만들지라고 답한다. 그러자 진이 "흥, 이 여자의 신비주의는 하루이틀이 아니라니까." 라고 하자 베르무트는 "그보다 오늘밤 마티니나 만들어 보지 않겠어?" 라며 섹드립을 날린다. 이에 진은 검정과 검정이 섞여 봤자 검정 밖에 더 되겠어 라고 맞받아친다.
진과 마찬가지로 모리 탐정 이상가는 골초 등장때마다 담배를 물고 있는 모습이 1회 이상 나온다
조직의 보스에게서 직접 메일로 지시를 받을 정도로 조직에서의 서열은 꽤 높은 편. 하지만 보스나 같은 조직원들 사이에서도 거의 철저하다시피한 신비주의자로 알려진 그녀는 "A secret makes a woman woman."(비밀은 여자를 아름답게 만든다.)라는 명대사를 지니고 있다. 그 신비주의로 인해 가끔 보스나 진에게 의심을 받기도 하지만 언제나 의연하게 대처하며 비밀을 유지하고 있다.
조직의 목표를 달성하기 위해 같은 조직원을 몇 번 죽게 방치했으며(예를 들어 칼바도스) 그로 인해 일부 조직원들은 베르무트를 싫어하기도 하는데 특히 코른과 키안티는 그 정도가 심하다.
FBI가 붙인 표적명으로 Rotten Apple(썩은 사과)이라고 불린다.
뉴욕에서 살인마로 변장하여 아카이 슈이치를 죽이려고 했을 때 우연히 신이치와 란을 만난다. 그 때 란을 죽이려 하다 건물의 난간에서 떨어질 뻔했지만 란이 베르무트를 구해주었다. 베르무트가 왜 자신을 구해줬는지 묻자, 신이치는 "사람이 사람을 죽이는 이유는 내 알바 아니지만, 사람이 사람을 구하는 데엔 논리적 사고가 존재하지 않아."라고 말했으며 이 사건으로 베르무트는 신이치를 "Cool Guy", 란을 "Angel"로 부르면서 이들을 더는 조직의 일에 관여하게 해서는 안 된다는 것을 깨닫는다.
후에 버스 탈취 사건에서 코난이 총에 맞을 뻔할 때 적극적으로 막아주고, 란의 아빠인 모리 코고로가 죽을 위기에 처했을 때 베르무트는 진에게 매우 그럴듯한 거짓 이유를 대면서 암살을 만류하기까지 한다. 검은 조직과의 정면 대결 편에서도 베르무트는 하이바라를 암살하려고 계획할 때 코난을 멀리 떨어뜨리려고 애쓴다. 키르의 정체가 CIA라는 것을 어렴풋이 감 잡고 있는 것 같지만 상부에 보고하지 않는 이유도 코난과 관련되어 있기 때문.
검은 조직에서 배신자 셰리를 찾기 전까지는 미국에서 여배우를 했었다.
능통한 변장술로 인해 천의 얼굴을 지닌 마녀라는 별칭이 붙어 있으며, 배우 활동을 할 때를 제외한 조직 활동에선 자신의 얼굴을 절대로 공개하지 않는다. 그러나 20기 극장판 순흑의 악몽에서는 토토 수족관에 있는 카페에서 대놓고 얼굴을 내놓고 있는다. 베르무트의 진짜 얼굴이 한 번 드러난 적이 있었는데 아카이 슈이치가 산탄총으로 베르무트를 저격했을 때 산탄에 찢어진 얼굴이 드러났다. 하지만 변장한 것이 아니고 얼굴에 상처가 생긴 것으로 봐서는 이미 베르무트는 APTX4869으로 젊어졌다고 보는 것이 옳을 듯하다.
베르무트는 조직에 돌아온 후 배신자 셰리를 찾기 위해, APTX4869를 먹고 어려진 셰리가 가장 몸을 숨기기에 적합한 테이탄 초등학교에 잠입하기 위해 베이커 거리에 사는 의사 아라이데를 암살하려고 계획한다. 우연찮게 아라이데 의사가 사고를 당해 죽은 걸 확인한 베르무트는 바로 아라이데 의사로 변장한다. 변장한 베르무트는 모리 란과 스즈키 소노코가 다니는 테이탄 고등학교 보건 선생으로 일하였다.
변장한 베르무트는 곧 에도가와 코난과 셰리가 하이바라 아이라는 가명을 한 채 테이탄 초등학교 에 다니고 있다는 사실을 알아내고 하이바라 아이를 암살하려고 계획을 짜놓지만, 코난과 FBI 요원에게 발각된다. 항구에서 아카이 슈이치에게 샷건으로 중상을 입고 코난을 납치한 채 산중까지 도망쳤지만 코난의 계략으로 인해 자신의 위치가 발각될 위험이 생기자 결국 "이제 셰리는 포기할게"라는 말을 코난에게 남기고 수면 가스를 이용해 도망갔다. 현재 베르무트는 다시 조직에 복귀하였지만, 베르무트는 스스로 하이바라 아이와 에도가와 코난의 정체를 밝히지는 않았다. 그리고 '칠흑의 미스테리 트레인'편에서 버본과 함께 하이바라를 제거하려고 하나 코난과 오키야 스바루, 괴도 키드의 연합으로 작전은 실패하게 된다.
한편 823화에서 이타쿠라와 아는 사이임이 밝혀졌다. 당시 이타쿠라는 영화 CG 때문에 같이 일했었는데, 코난이 알아낸 정보에 의하면 베르무트가 이타쿠라한테 뭔가 소프트를 주문했을 거라고 한다. 이것은 쿠도 유키코가 확인한 것이다. 또한 버본의 정체를 아는 사람이면서 조력자로 활동하는 것이 824화에서 밝혀지기도 했다.
조직원 중에서 코난과 하이바라의 정체를 아는 사람이며 쿠도 신이치와 아카이 슈이치를 실버 블렛(Silver Bullet / 은 탄환)이 될 수 있는 존재로 기대하고 있다.
조디 스털링의 부친을 살해한 장본인. 이유는 자신의 정체를 감 잡고 조사하고 있었기 때문.
암호명 베르무트는 포도주에 브랜디나 당분을 섞고, 향쑥·용담 등의 향료나 약초를 넣어 향미를 낸 리큐어 베르무트(Vermouth)에서 유래했다.
베르무트는 코난의 정체를 아는 사람중의 한명이다
예전에 쿠도 신이치의 어릴적 얼굴을 본적이
있기 때문이다

### 코난의 협력자
아래 5명은 에도가와 코난의 정체가 쿠도 신이치인 것을 알고 많은 것을 도와주는 인물들이다. 물론 베르무트나 괴도 키드, 혼도 에이스케, 아카이 슈이치 등도 코난의 정체를 알고 있으나 코난을 도와주는 입장이 되지는 못하기 때문에 본 항목에서는 제외하였다.(단, 괴도키드는 극장판에서 도와준적이 있다)
- 아가사 히로시 (브라운 박사)

- 하이바라 아이(작을 때 가명)/미야노 시호 (홍장미(작을 때 가명) / 안시호)

- 핫토리 헤이지 (하인성)

- 쿠도 유사쿠 (남건)
  - 성우: 타나카 히데유키(田中秀幸, Hideyuki Tanaka) / 전인배(KBS)→정승욱(투니버스&애니맥스)

쿠도 유사쿠(일본어: 工藤 優作, くどう ゆうさく)는 쿠도 신이치의 아버지이며 세계적으로 유명한 추리 소설가이다.
- 쿠도 유키코 (이하연)
  - 성우: 시마모토 스미(島本須美, Sumi Shimamoto) / 여민정(한국), 김영은(7기 한정)

쿠도 유키코(일본어: 工藤有希子, くどう ゆきこ）)는 쿠도 신이치의 어머니로 연령은 37세이다.
- 일어판 이름은 미네 후지코와 니카이도 유키코에서 파생되었다.

### 법조계 종사자
모두 법조계에 종사하는 대표적 등장인물들이다.
- 키사키 에리 (노애리)
  - 성우: 타카시마 가라(高島雅羅, Gara Takashima) / 임미진(1기)→한채언(2기 이후)

- 쿠리야마 미도리 (김지수)
  - 성우: 도도 아사코(百々麻子. Asako Dodo) / 김현심(4기), 정혜원(9기·10기 전반부·17기, 극장판 제로의 집행인), 여윤미(10기 후반부)

- 쿠죠 레이코 (서영주)
  - 성우: 마츠모토 리카(松本梨香, Rika Matsumoto) / 이지영

도쿄 지방 검찰청의 검찰관으로 나이는 33세이다.

### 지방 공연 극단
모두 애니메이션에만 나오는 등장인물들이다.
- 이토 타마노스케(강태원(2기), 장동원(7기 이후))
  - 성우: 호시 소이치로(保志総一朗, Sōichirō Hoshi) / 신용우(2기), 최지훈(7기 이후)

이토 타마노스케(일본어: 伊東 玉之助, いとう たまのすけ)는 지방공연 일좌의 제 2대 단장이다. 나이는 17살이다.
- 이토 메구미(강예슬 (2기), 장주미(7기))
  - 성우: 아키야마 루나(あきやまるな, Runa Akiyama) / 한신정(2기), 김영은(7기)

이토 메구미(일본어: 伊東 めぐみ, いとう めぐみ)는 타마노스케의 여동생이며 지방공연 일좌의 단원이다. 나이는 7살이다.
- 카타오카 렌게(황연아)
  - 성우: 다카노 나오코(高野直子) / 정혜원

카타오카 렌게(일본어: 片岡 れんげ, かたおか れんげ)는 지방공연 일좌의 단원이다.

### 테이탄 초등학교
여기서 테이탄(帝丹)의 이름이 붙는 학교는 초등학교와 중학교, 고등학교, 대학교가 있으며, 신이치, 란, 소노코는 그 초등학교와 중학교를 졸업했다. 현재는 코난, 하이바라, 탐정단 3인방, 등의 인물들이 재학 중이다. 한국어 더빙판에서는 청솔 초등학교라는 이름으로 나온다. 참고로 테이탄(帝丹, ていたん)을 거꾸로 읽으면 탐정(探偵, たんてい)의 뜻이 된다.
소년 탐정단 (어린이 탐정단)

- 에도가와 코난/쿠도 신이치 (코난/남도일)

검은 조직에 의해 아포톡신4869(APTX4869)를 먹고 현재는 박사님의 도움을 받아 초등학생으로 살고 있는 인물이다.
- 코지마 겐타 (고뭉치)
  - 성우: 타카기 와타루/한인숙(1~17기)→김도희(18기~ 현재)

소년탐정단 안에서 행동파 단원이다.
- 요시다 아유미 (한아름)
  - 성우: 이와이 유키코(岩居由希子)/임미진 (1기), 여민정 (2기~6기, 8기),→ 박리나(미정기~ 현재)(TV판 7기, 극장판 5기, 13기)

하이바라를 입단시키기 전에는 유일한 여자 멤버였으나 현재는 하이바라와 가장 친밀한 인물이다.
- 츠부라야 미츠히코 (박세모)
  - 성우: 오오타니 이쿠에/송연희(KBS), 정선혜(투니버스)

에도가와 코난과 하이바라 아이를 제외한 탐정단 멤버 중에서 가장 명민하며 예절바른 인물이다.
- 하이바라 아이(홍장미)
  - 성우: 하야시바라 메구미/우정신

조직의 명령으로 아포톡신4869(APTX4869)를 발명했으며 코난의 정체가 쿠도 신이치임을 알고 있는 인물이다.
- 코바야시 스미코(김은주)
  - 성우: 가토 유코(加藤有生子)/정유미, 김새해(어린 시절)

코바야시 스미코(일본어: 小林 澄子, こばやし すみこ)는 테이탄 초등학교 1학년 B반의 담임선생으로 예전 1학년 B반의 담임선생이 결혼으로 퇴직하자 그 후임으로 부임했다.
- 와카사 루미
  - 성우: 히라노 후미(平野文)/박경혜

와카사 루미(일본어: 若狹 留美, わかさ るみ)는 테이탄 초등학교 1학년 B반 부담임이다.

### 테이탄 고등학교
여기서 테이탄(帝丹)의 이름이 붙는 학교는 초등학교와 중학고, 고등학교, 대학교가 있으며, 신이치, 란, 소노코는 그 고등학교에 재학 중이다. 신이치의 어머니 유키코와 란의 부모가 이 학교를 졸업했다. 한국어 더빙판에서는 청솔 고등학교라는 이름으로 나온다. 참고로 테이탄(帝丹, ていたん)을 거꾸로 읽으면 탐정(探偵, たんてい)의 뜻이 된다.
- 스즈키 소노코 (정보라)
  - 성우: 마츠이 나오코(松井菜桜子)/임미진(KBS), 이용신(투니버스&애니맥스)

신이치나 란과는 유치원 때부터 동급생으로 특히 모리 란의 둘도 없는 친구이다. 또한 스즈키 재벌의 차녀(次女)임에도 다소곳한 언니와는 달리 활달하여 교고쿠 마코토의 애인이 되어서도 멋진 남성과 친해지려고 하는 편이다.
- 아라이데 토모아키(황시준)
  - 성우: 호리 히데유키(堀秀行)/김기흥

아라이데 토모아키(일본어: 新出 智明, あらいで ともあき)는 테이탄 고등학교 졸업생이며 새내기 의사 선생님으로 나이는 25세다. 참고로 사건으로 아버지가 가족에게 살해된 후에는 할머니랑 살고 있었다.
- 조디 센티밀리온
  - 성우: 이치조 미유키(一条みゆ希), 토마 유미(冬馬由美))(어린 시절)/문선희, 정선혜(어린 시절)

28세. 본명은 조디 스털링. 테이탄 고등학교 란들의 클래스 영어 담당 교사였지만, 현재는 사직한 상태. 처음에는 행동이나 말투 때문에 검은 조직의 일원으로 오해받으나 사실은 FBI의 수사관. 참고로 사격 실력과 게임 실력이 상당하다.
- 츠카모토 카즈미(정세미)
  - 성우: 쿠와시마 호코(桑島法子)→쿠라타 마사요(倉田雅世)/정유미

츠카모토 카즈미(일본어: 塚本 数美, つかもと かずみ)는 테이탄 고등학교 3학년이며 전에 가라테 부의 주장을 했었는데 특기는 몸통 돌려 차기로 테이탄 고교 괴담 사건(361~362화)에서 등장했으며 란을 "모리(毛利)"라고 부르는 보기 드문 존재이다. 참고로 체육부 계열인데도 도서관에 다니는 이유는 수능 시험을 대비하기 위함이라고 한다.
- 혼도 에이스케(문재수)
  - 성우: 노다 준코(野田順子, Junko Noda)/김영선

혼도 에이스케(일본어: 本堂 瑛祐, ほんどう えいすけ)는 테이탄 고등학교의 전학생 소년이다. 미즈나시 레나와 눈이 쏙 빼닮은 중성적인 용모로 항상 안경을 착용하고 있다. 미국에 간 이후 현재는 하차
- 세라 마스미(양세라)
  - 성우: 히다카 노리코(日高のり子, Noriko Hidaka)/임윤선

세라 마스미(일본어: 世良 真純,せら ますみ)는 테이탄 고등학교 2학년으로 전학온 학생이다. (성별은 여)

### 검은 조직 내부 협력자
- 버본(Bourbon)/아무로 토오루/후루야 레이 (안기준/강준영)

- 성우: 후루야 토오루(古谷徹, Tōru Furuya)/박성태

정보 수집이나 관찰력, 통찰력에 뛰어난 탐색가 계열의 조직원으로 키르가 위험을 무릅써서까지 FBI에 경고할 정도의 인물이다.
- 베르무트(Vermouth)/샤론 빈야드/크리스 빈야드

- 성우: 코야마 마미(小山茉美, Mami Koyama)/양정화

조직원 중에서 코난과 하이바라의 정체를 아는 사람이며 쿠도 신이치와 아카이 슈이치를 실버 블렛(Silver Bullet / 은 탄환)이 될 수 있는 존재로 기대하고 있다.

## 검은 조직 관련 인물
FBI에서 파견된 인물
- 조디 스털링[정미경] (FBI)[지휘]

- 제임스불랙[FBI] [본부]

```
[이상윤] [장홍우](FBI] [저격]
```

- [안드레 카멜][FBI] [연락]

### CIA에서 파견된 인물
- 혼도 히데미/미즈나시 레나(손예나/문재인)
  - 성우: 미츠이시 코토노(三石琴乃, Kotono Mitsuishi)/안영미

혼도 히데미(일본어: 本堂 瑛海, ほんどう ひでみ)는 원래 CIA의 첩보원으로 검은 조직에 잠입했을 때에 붙여진 코드네임은 키르이며 아버지 에단 혼도에 의해서 남동생인 혼도 에이스케도 모르게 CIA요원으로 활동하였다.
"히데미"라는 이름의 유래는 불명확하나 가명인 "미즈나시 레나"는 007(無＝0、怜＝0、奈＝7)에서 파생되었다.
- 에단 혼도(문성태)
  - 성우: 고야마 리키야(小山力也, Rikiya Koyama)/김국진

에단 혼도(일본어: イーサン・本堂, イーサン ほんどう)는 CIA의 첩보원으로 히데미와 에이스케의 아버지이며 일본계 2세로 동료와 함께 조직을 수사하는 임무를 맡고 있었다. 잠입 수사 중 히데미의 목 언저리에 발신기가 장착되어 있는 것을 눈치챈 그는 그것을 의심한 조직이 밀담 장소인 창고에 나타날 가능성이 높다고 짐작하고 히데미가 조직으로부터의 의심을 풀기 위해서 위장 공작을 실시했다.
이름은 영화 미션 임파서블 시리즈에 나오는 이단 헌트와 《007 시리즈》에 나오는 제임스 본드에서 파생되었다.

### 검은 조직 내부 인물
- 그 분(아노가타)/카라스마 렌야 (오억만)

검은 조직을 통괄하고 지배하는 '보스'. 그 이름도 정체도 정확히 알 수 없다.
- 진(쿠로사와 진)

검은 조직의 핵심 인물로 본명과 국적은 불명.
- 워커(보드카)

진을 형님이라 부르는 진의 심복으로 연령이나 국적은 불명.
항상 검은 선글라스를 끼고 다녀서 맨 얼굴이 어떻게 생겼는지 알 수 없다.
- 캔티(키안티)

코른보다는 실력이 약간 부족하지만 조직 내에서 실력이 있는 여성 스나이퍼.
- 코른(=Korn)

아카이 슈이치보다는 저격 가능 거리가 부족한 편이지만 조직 내에서 실력이 있는 남성 스나이퍼이다.

## 일본 경찰청 소속 인물

일본 경찰청에 등장하는 인물이다. 왼쪽부터 설명하면, 미야모토 유미, 치바 카즈노부, 시라토리 닌자부로, 사토 미와코, 다카기 와타루, 메구레 쥬죠 경부이다.

경찰청 소속 경찰 중 명탐정 코난에 그 이름이 나온 인물이다.

#### 일본 경찰청
일본 국가공안위원회 소속 기관으로 도쿄 경시청을 포함한 도도부현 경찰본부의 총괄을 맡고 있다.

### 도쿄 경시청
작품에서는 경시청의 형사부와 교통부, 그리고 공안부가 등장하고 있다.
- 하쿠바 경시총감 (백청장)

하쿠바 경시총감은 일본 도쿄 도 경시청의 최고 수장인 경시총감이다.
- 모로보시 토시오 (강한석)

모로보시 토시오는 일본 도쿄 도 경시청의 경시부총감이다.

#### 형사부
작품에서는 수사 1과나 2과, 3과, 감식과 등이 등장한다.
- 오다기리 토시로 (고대길)

오다기리 토시로(일본어: 小田切 敏郎, おだぎり としろう)는 경시청의 형사부 부장으로 계급은 경시장이다.
한국어 더빙 판에서는 고대길이라는 이름으로 나온다.
- 우노 타다요시 (우충현)

우노 타다요시(일본어: 宇野 忠義,うの ただよし)는 경시청 형사부 소속의 참사관이다.
한국어 더빙 판에서는 우충현이라는 이름으로 나온다.
- 사메자키 토우지 (서석철)

나이는 62세로 경시청 형사부 전 수사 1과 경시.
한국어 더빙 판(미공개x파일)에서는 서석철로 이름이 나온다.
- 다카기 쵸우스케(신윤호)

타카기 형사가 돗토리 지방으로 전근(傳勤)가게 될 뻔한 에피소드에서 등장. 계급은 경부(경감)이다.

##### 수사 1과
주로 살인 사건을 담당한다.
- 마츠모토 키요나가(박종태)
  - 성우: 故 가토 세이조(加藤精三)/故 김관진(KBS), 한상혁(투니버스)

마츠모토 키요나가(일본어:  松本 清長, まつもと きよなが)는 경시청 형사부 수사 1과 관리관을 맡았었으며 원래의 계급은 경시였지만 최근 경시정으로 승진하고 나가노 현경의 쿠로다 효우에 경시가 새로운 수사 1과 관리관으로 영전하였다.
- 쿠로다 효우에(현병위)
  - 성우: 키시노 유키마사(岸野幸正)/한상덕

쿠로다 효우에(일본어:  黑田 兵衛, くろた ひょうえ)는 경시청 형사부 수사 1과의 경시(관리관)이다.
- 메구레 쥬죠 (골롬보(골[8]한석))
  - 성우: 차후린(茶風林)/조동희(2기를 제외한 모든 방영판)

경시청 형사부 수사 1과 강행범수사 3계의 경부(계장)이다.
- 타카기 와타루 (신형선)
  - 성우: 타카기 와타루(高木渉)/김광국(2기 이후 투니버스판)

경시청 형사부 수사 1과 강행범수사 3계의 순사부장이다.
- 사토 미와코 (오지인)
  - 성우: 유야 아츠코(湯屋敦子)/한채언

경시청 형사부 수사 1과 강행범수사 3계의 경부보(주임)이다.
- 시라토리 닌자부로 (백동훈)

- - 성우: 시오자와 카네토(塩沢兼人)→이노우에 카즈히코(井上和彦), 혼다 다카코(本田貴子)(어린 시절)/서윤선, 김율(어린 시절)

경시청 형사부 수사 1과 강행범수사 3계의 경부이다.
- 치바 카즈노부 (이명수)
  - 성우: 치바 잇신(千葉一伸), 아이카와 리카코(愛河里花子)(초등학생 시절)/김영찬(5기 이후 투니버스판), 김현심(어린 시절)

치바 카즈노부(일본어: 千葉和伸)는 경시청 형사부 수사 1과 강행범수사 3계의 순사부장이다.

##### 화재범 수사계
주로 방화 등의 화재를 수사한다.
- 유미나가 토비오 (봉지만)
  - 성우: 도쿠히로 나쓰오(徳弘夏生)/장광

유미나가 토비오는 경시청 형사부 수사 1과 화재범 수사계의 경부(계장)이다.

##### 수사 2과
주로 정치 및 경제사범, 암호를 이용한 지능범(괴도 키드)과 관련된 사건을 맡는다.
- 챠키 신타로 (차기태)
  - 성우: 다나카 노부오(田中信夫)/故 김관진(KBS), 송준석(투니버스)

챠키 신타로(일본어: 茶木 神太郎, ちゃき しんたろう)는 경시청 형사부 수사 2과 지능범 수사계의 경시(관리관)이다.
한국어 더빙판에서는 김종걸(KBS판)로 나오다가 차기태(투니판)라는 이름으로 나온다.
- 나카모리 긴조 (임은삼)
  - 성우: 이시즈카 운쇼(石塚運昇)→이시이 코지(石井康嗣)/전인배(KBS)→설영범(극장판 3기 제외한 모든투니버스판)

나카모리 긴조(일본어: 中森 銀三, なかもり ぎんぞう)는 경시청 형사부 수사 2과 지능범 수사계의 경부(계장)이다.

##### 수사 3과
주로 도난 사건을 수사한다.
- 모모세 (장모세)

모모세(일본어: 百瀬, ももせ)는 경시청 형사부 수사3과의 경부이다. 노을에 물든 히나 인형 사건 때 처음 등장했으며 요괴창고 보물 도난 사건 때 코난 일행과 조우했다.
일본어판에서는 시오야 고조(塩屋浩三)가 더빙을 맡고 있고, 한국어판에서는 김국진이 더빙을 맡고있다.
한국어판에서는 장모세라는 이름으로 나온다.

##### 감식과
- 토메 씨

토메 씨(일본어: トメさん)는 경시청 감식과에 소속되어 있는 경찰관이다. 애니메이션 오리지널 캐릭터이며 본명은 알 수 없다. 감식관으로 코난이 종종 토메씨를 부른다.
일본어판에서는 나카지마 도시히코(中嶋聡彦)가 더빙을 맡고 있다.

#### 교통부
주로 도쿄의 교통상황 관리에 관련된 업무를 맡는다. 업무 특성상 여성 경찰관이 많이 근무한다.
- 미야모토 유미(김유미)
  - 성우: 스기모토 유우(杉本ゆう, Yū Sugimoto)/장혜선(2기)→김현지(4기 이후)

미야모토 유미(일본어: 宮本 由美, みやもと ゆみ)는 경시청 교통안전과 소속으로 사토와는 경찰 동기이면서 나이도 28세로 같다.
- 미이케 나에코(정나혜)
  - 성우: 타나카 리에(田中理恵, Rie Tanaka)/김영은(청년기), 여윤미(유년기)

미이케 나에코(일본어: 三池 苗子, みいけ なえこ)는 경시청 교통안전과 소속으로 관할서인 베이카 경찰서와 하이도 경찰서의 교통안전과에서 근무한 경력이 있다.

#### 공안부
주로 도쿄, 더 나아가 일본의 안전에 관련한 업무를 수행하고 있다.
- 카자미 유우야(신재형)
  - 성우: 토비타 노부오/손수호

#### 순직자
- 사토 마사요시(오정현)(성우 - 오카와 도오루(大川透)/김영찬)
  - 경시청 형사부 수사 1과 강행범 수사3계의 경시정.

마츠다 진페이 (송보윤)(성우 - 칸나 노부토시(神奈延年)/손원일→김장(극장판 할로윈 신부, 21기 이후))
  - 마츠다 진페이(일본어: 松田 陣平, まつだ じんぺい)는 경시청 형사부 수사 1과 강행범 수사3계에 소속되었던 형사로 3년 전에 경시청 수사 1과에 배속되어 온 형사.

- 다테 와타루 (태형선)(성우 - 후지와라 케이지(藤原啓治)/김정훈)
  - 다테 와타루(일본어: 伊達 航, だて わたる)는 사토 미와코 형사의 1년 선배 겸 다카기 와타루 형사와 형제 같은 형사이다.

- 모리야마(윤 형사)
  - 마츠모토 키요나가의 얼굴에 흉터를 남긴 '렛잇비 연쇄살인 사건' 당시 순직한 인물.

- 하기와라 켄지(하기완) (성우- 미키 신이치로(三木眞一郎)/김기흥)
  - 마츠다 진페이의 친구. 마츠다 형사가 관람차 속에서 폭사하기 4년전 11월 7일 폭탄을 해체하다가 순직한다.

### 도도부현경찰
- 단행본 뿐만 아니라 극장판 및 OVA 오리지널 캐릭터도 소속에 따라 나열한다.

#### 오사카 부경
핫토리 헤이지의 부친인 핫토리 헤이조와 토야마 카즈하의 부친인 토야마 긴시로가 근무한다. 한국어 더빙판에서는 부산지방경찰청으로 나온다.
- 핫토리 헤이조(하평무)
  - 성우: 고야마 다케히로(小山武宏)→야마지 카즈히로(山路和弘)/이인성

핫토리 헤이조(일본어: 服部 平蔵, はっとり へいぞう)는 헤이지의 아버지이며, 오사카부(大阪府) 경찰본부장.
이름은 핫토리 한조(服部半蔵)와 하세가와 노부타메(長谷川宣以)에서 파생되었다.
- 토야마 긴시로 (서원상)
  - 성우: 사코 마사토(佐古正人)→오가와 신지(小川真司)→테라소마 마사키(てらそままさき)/김세한

토야마 긴시로(일본어: 遠山 銀司郎, とおやま ぎんしろう)는 오사카부경 형사부 부장이며 카즈하의 아버지이다. 계급은 경시장(警視長)이다.
- 오타키 고로(김대용)
  - 성우: 와카모토 노리오(若本規夫), 오노사카 마사야(小野坂昌也)(고등학생)/이병식

오타키 고로(일본어: 大滝 悟郎, おおたき ごろう)는 오사카부경 수사 1과 강력범수사계의 경부이다.

#### 나가노 현경
아마모토 칸스케가 모델인 아마토 경부와 제갈량 공명이 모델인 모로후시 경부가 근무하고 있다. 한국어 더빙판에서는 강원지방경찰청으로 나온다.
- 쿠로다 효우에(현병위)
  - 성우: 키시노 유키마사(岸野幸正)/한상덕

쿠로다 효우에(일본어:  黑田 兵衛, くろた ひょうえ)는 경시청 형사부 수사 1과의 경시(관리관)이다.
- 야마토 칸스케(양만호)
  - 성우: 다카다 유지(高田裕司. Yūji Takada)/현경수

야마토 칸스케(일본어: 大和 敢助, やまと かんすけ)는 나가노 현경에 소속된 35세의 경부이다.
- 우에하라 유이(우하라)
  - 성우: 고시미즈 아미(小清水亜美, Ami Koshimizu)/김율

우에하라 유이(일본어: 上原 由衣, うえはら ゆい)는 나가노 현경에 소속된 형사이다.
- 모로후시 타카아키(천공명)
  - 성우: 하야미 쇼(速水奨, Show Hayami)/김기흥

모로후시 타카아키(일본어: 諸伏 高明, もろふし たかあき)는 나가노 현경에 소속된 35세의 경부이다.

#### 시즈오카 현경
한국어 더빙판은 동해로 나온다.
- 요코미조 산고(천범수)
  - 성우: 오쓰카 아키오/정승욱(10기를 제외한 모든 방영판)

요코미조 산고(일본어: 横溝 参悟, よこみぞ さんご)는 시즈오카 현경 소속의 경부이다.
이름은 요코미조 세이시에서 파생되었으며 요코미조 형제의 이름은 “3×5=15(산고쥬고)”의 음가와 같다.
- 오오카와라 토모노리 (장대호)

718화(더빙판 기준 658화)에서만 나오는 오리지널 캐릭터로 나이는 25세의 신참형사이며 추리력이 있는 편이다.

#### 가나가와 현경
한국어 더빙판에서는 인천지방경찰청으로 나온다.
- 요코미조 쥬고(천범기)
  - 성우: 오쓰카 아키오/정승욱

요코미조 쥬고(일본어: 横溝 重悟, よこみぞ じゅうご)는 요코미조 산고의 쌍둥이 남동생이다. 형과 목소리나 얼굴이 꼭 닮았고 계급도 같지만, 성격은 정반대다. 머리 모양은 박박 깎은 모양으로, 온후한 형과는 달리 눈은 꽤 날카롭고, 어조는 형보다 꽤 난폭하다.
- 하기와라 치하야 : 31세. 가나가와 현경 경장. 가나가와 현경 교통부 제3교통기동대 소대장으로 일하는 여성 경찰관이다.

#### 군마 현경
- 야마무라 미사오(정영일)
  - 성우: 후루카와 토시오/이원준(KBS), 홍범기(투니버스)

야마무라 미사오(일본어: 山村 ミサオ, やまむら ミサオ)는 군마 현에 소속된 경부이다. 신이치(남도일)의 어머니인 후지미네 유키코/쿠도 유키코(이하연)의 광팬으로, 그녀가 주연으로 활약한 형사 드라마를 보고 실제로 형사가 되었다.
이름은 추리소설 작가인 야마무라 미사(山村美紗)에서 파생되었다.

#### 사이타마 현경
- 오기노 아야미 (노채경)

오기노 아야미(일본어: 荻野 彩実, おぎの あやみ)는 사이타마 현경의 경부로 요코미조 산조가 사이타마 현경에 근무했을 때 같이 근무했던 후배이며 수많은 사건에 관련되어 온 코난에 대해 관심을 표명했었다. 참고로 〈명탐정 코난: 칠흑의 추적자〉 편에서만 나오는 오리지널 캐릭터.
일본어판에서는 츠루 히로미(鶴ひろみ)가 더빙하였으며, 한국어 더빙판에서는 김보영이 더빙을 맡았다.
한국어 더빙판에서는 노채경이라는 이름으로 나온다.

#### 교토 부경
- 아야노코지 후미마로(노호지)

아야노코지 후미마로(일본어: 綾小路文麿, あやのこうじ ふみまろ)는 교토 부경의 경부로 시라토리 경부의 동기이다. 귀족 출신으로 경부 본인은 가장 친한 친구로 여기는 다람쥐를 데리고 있다.
일본어판에서는 오키아유 료타로(置鮎龍太郎)가 더빙하였으며, 한국어 더빙판에도 등장하였으며 성우 최승훈이 더빙을 맡았다.
한국어 더빙판에서는 노호지라는 이름으로 나왔다.

#### 나라 현경
- 시카츠노 츠요시(왕불상)

시카츠노 츠요시(일본어: 鹿角 剛士, しかつの つよし)는 나라 현경의 수사 3과에 소속된 경부로 한국어 더빙판 이름처럼 대불의 형태 같은 얼굴형의 소유자이며 일본에서 휴대 전화용 게임으로 발매된 「명탐정 코난: 나라 여정 미스테리」에도 등장한 바 있다. 참고로 〈명탐정 코난: 은빛 날개의 마술사〉 편과 〈명탐정 코난: 천공의 난파선〉 나오는 오리지널 캐릭터.
일본어판에서는 히로세 마사시(広瀬正志)가 더빙하였으며, 한국어 더빙판에서는 온영삼이 더빙을 맡았다.
한국어 더빙판에서는 왕불상이라는 이름으로 나온다.

## 주요인물의 일족
주요 인물들의 일족으로는 크게 보면 오사카 부경 관련인물(토야마 카즈하, 핫토리 시즈카 등), 스즈키 재벌 관련인물(스즈키 아야코, 스츠키 지로키치 등), 그리고 경시청 본청 관련인물(메구레 미도리, 코지마 켄지 등)으로 구분지어 분류할 수 있다.

#### 오사카 부경 관련인물
- 토야마 카즈하 (서가영)
  - 성우: 미야무라 유코(宮村優子)/한신정

핫토리 헤이지의 소꿉친구로, 그와 같은 학교에 다니고 있으며 란이 신이치와 잘되기를 바라는 인물 중의 하나이다. 헤이지에게 부적을 호신용으로 줄 정도로 헤이지를 위하며 헤이지의 첫사랑이기도 하며(극장판 7기 참조) 헤이지를 위해 절벽에서 헤이지를 끌어내고 자신을 던져 죽을 고비를 넘길 정도로 헤이지를 아낀다. (인어의 화살 편 참조)
연속 드라마에서는 오카모토 레이(岡本玲)가 담당했다.
- 카와구치 사토시(서세진)
  - 성우: 오하시 노조미(大橋のぞみ)/ 이소은

카와구치 사토시는 토야마 카즈하의 친척동생이다. 극장판 14기 천공의 난파선에서 처음으로 등장하여 당시 범인들이 사찰의 불상을 밀반출할 것을 알게 된 후, 핫토리 헤이지에게 이 사실을 말하고 사토시의 도움으로 범인들의 불상 밀반출을 막을 수 있었다. 친척누나인 카즈하를 매우 좋아하여 헤이지에게 "둘은 사귀는 사이입니까?"라고 물으며 헤이지와 카즈하가 얼굴이 빨개지고 헤이지가 "절대 아니야!" 라고 하자 "그럼 제가 카즈하 누나랑 결혼해도 되는거죠?"라고 한적도 있다.
- 핫토리 시즈카(윤정화)
  - 성우: 카츠키 마사코(勝生真沙子)/윤소라

핫토리 시즈카(일본어: 服部 静華, はっとり しずか)는 핫토리 헤이조의 부인이며 핫토리 헤이지의 어머니로 헤이지를 내버려두지 못하는 염려가 많은 사람이지만, 간이 커 남편 헤이조를 제압할 수도 있다.
도박에 빠진 아저씨의 낭비벽을 막으려고 살인을 한 부인이 자살하려 했을 때 이를 눈치채고, 부인이 자살에 이용하려고 한 칼을 쇠살부채로 막아냈다. 핫토리 모친은 범인의 자살을 용감하게 막아내고, "당신 다시 살인할 생각이에요? 자살은 자신을 죽이는 살인이에요."라고 설득했다.
결혼하기 전의 성은 이케나미(池波, いけなみ)이며 젊었을 때부터 운동을 한 검도의 유단자로 여걸(女傑)답게 늠름한 인상이 강하고 당찬 성격에 용감하지만, 헤이지가 어렸을 때부터 "성장비디오"를 찍어와서 스키장에까지 따라가는 등 자식 사랑이 대단한 엄마로 등장한다. 헤이지가 도쿄에서 상처를 입고 오자 코고로 일행이 오사카에 오기만을 기다렸지만 코고로가 오지를 않자 코고로를 "피도 눈물도 없는 몰인정한 인간"이라 생각해 코고로를 시험하려는 의도로 의뢰를 빙자해 탐정 사무소에 방문한 적도 있다.
이름의 유래는 일본의 유명 소설가 이케나미 쇼타로(池波正太郎)에서 나왔다.

#### 스즈키 재벌 관련인물
- 스즈키 시로(정운영(KBS, 애니맥스)/정준영(투니버스))
  - 성우: 마츠오카 후미오(松岡文雄)/이원준(KBS), 김영찬(투니버스)

스즈키 시로(鈴木 史郎)는 스즈키 소노코(정보라)와 스즈키 아야코(정혜라)의 아빠이며 스즈키 재벌(정운그룹)회장이다. 풍채가 좋으면서 사람도 또한 좋을 것 같지만 괴도 키드의 예고장이 도착했을 때 분노로 찢어서 과격한 면도 있는 듯하다.
천국으로의 카운트다운에서 딸 스즈키 소노코가 스즈키 시로의 취미가 일본화(수묵화)그리기라고 말했다.
- 스즈키 토모코(鈴木 朋子)(강진주)
  - 성우: 히토츠야나기 미루(一柳みる)/송연희(KBS), 최정현(애니맥스), 이계윤(투니버스)

스즈키 토모코는 스즈키 시로의 부인이며 스즈키 소노코와 스즈키 아야코의 어머니이다. 나이가 의심스러울 정도로 동안이다. 괴도 키드를 도발하려는 파티나 언행으로 볼 때에 성격이 대담무쌍하다.
- 스즈키 아야코 (정혜라)

스즈키 아야코(일본어: 鈴木 綾子, すずき あやこ)는 스즈키 소노코의 언니이며 현재 대학원에 재학 중에 있다. 대학교 시절엔 연극부에서 화장과 의상을 담당했다.
가을에 토미자와 재벌 회장의 삼남인 일러스트레이터 토미자와 유조(토미자와 집안의 삼남)와 결혼할 예정인 어느 해 여름에 스즈키 아야코는 동생 스즈키 소노코, 모리 란, 코난과 함께 별장에 휴가를 온 적이 있다. 그날 밤 토미자와 유조의 부친이 저녁을 먹은 뒤 좋아하는 야구경기를 시청하고 자신의 별장에 돌아가다 살해당하는 일 이 생기고, 코난은 소노코의 목소리로 사건의 진상을 알린다. 참고로 니치우리 TV의 아나운서로 같은 이름의 여성이 등장하지만 같은 인물인지는 알 수 없다.
일본어판에서는 34화와 35화에서 모토이 스미코(元井須美子)가 더빙을 맡았으며 72화부터 스즈카 지하루(鈴鹿千春)가 더빙을 맡고 있다. 한국어판에서는 송연희가 더빙을 맡았다.
한국어 더빙판에서는 정혜라라는 이름으로 나온다.
- 스즈키 지로키치 (정지로)

스즈키 지로키치(일본어: 鈴木 次郎吉, すずき じろきち)는 스즈키 재벌의 상담역으로 스즈키 시로의 사촌이며 나이는 72세로 회사는 시로에게 맡기고 자신은 놀고 있다. 시력이 나빠 안경을 써야하지만 콘택트 렌즈를 쓴다.
기록 세우기를 좋아하여 대회란 대회에 나와 골프의 유럽 오픈, 요트의 USA컵, 세계 햄버거 빨리먹기 선수권 등을 우승한 경력이 있으며 최고령 에베레스트 등정, 프리다이빙 신기록, 인력비행기 세계일주 등을 기록하였으나 인력비행기 세계일주 완주와 동시에 괴도 키드의 사건이 벌어져 신문의 1, 2면을 빼앗기자 괴도 키드에게 원한을 갖고 있다. 그 이유로 고가의 보석을 구입해 괴도 키드에게 도전하나 코난이 도둑맞은 보석을 되찾았으며 그 공로로 신문의 1면을 장식하게 된다.
루팡이라는 개를 곁에 두고 있어 자신의 오토바이로 루팡과 함께 드라이브를 즐기며 루팡의 목도리 뒤에는 시미즈 키치에몬의 작품이자 자신의 개인금고인 거대금고 철리(鐵狸. 쇠너구리)의 여는 방법이 쓰여 있기에 루팡을 금고에 두고 나와 루팡이 금고에 갇히게 되자 괴도 키드에게 은밀히 도움을 요청하여 루팡을 구출한 적도 있다. 루팡이라는 이름의 유래는 아르센 뤼팽이며 참고로 루팡은 뤼팽의 일본식 발음이다.
일본어판에서는 나가이 이치로(永井一郎), 도미타 코세이(富田耕生)['나가이 이치로'씨는 사망하였다.]가 더빙을 맡고 있으며, 한국어 더빙판은 이종구가 더빙을 맡고 있다.
한국어 더빙판에서는 정지로라는 이름으로 나온다.

#### 경시청 본청 관련인물
마츠모토 사유리 (박희선)
마츠모토 사유리(일본어: 松本 小百合, まつもと さゆり)는 메구레 경부의 상사인 마츠모토 키요나가 관리관의 딸이다. 테이탄 중학교 음악교사로, 신이치와 란의 은사. 부친 마츠모토 관리관이 일찍이 차로 도주범을 쫓고 있을 때 교통사고가 일어나 중상을 입은 여성을 눈치채지 못하여 죽게 내버려 두어서, 그 여성의 아들에게 딸인 마츠모토 사유리가 독살당할 뻔 했다.
사건 후, 그 남자에게 어릴 적부터 호의를 갖고 있던 터라, 사건 후 자투리 이야기에서 '사건 3년 후 사유리는 그와 결혼하였다'라고 하였다.
일본어판에서는 오카모토 마야(岡本麻弥, Maya Okamoto)가 더빙을 맡고 있으며 한국어 더빙판에서는 장혜선이 더빙을 맡았다.
한국어 더빙판에서는 초기에 허희선이라는 이름으로 등장했으며, 후에 박희선이라는 이름으로 나온다.
메구레 미도리 (정초희)
메구레 미도리(일본어: 目暮 みどり)는 메구레 경부의 아내로 한때 불량 여고생이었으며 여고생 연쇄 뺑소니 사건으로 친구를 잃은 원한을 갚기 위해 미끼 역할을 자처하면서 남편이 될 메구레 경부를 만나게 된다. 뺑소니 차에 치여 이마에 생긴 상처로 인해 남편이 모자를 쓰게 되었으며 지금은 남편의 내조를 위해 도시락을 만드는 아내 역할을 충실히 수행하고 있다.
일본어판에서는 오리가사 아이(折笠愛, Ai Orikasa)가 더빙을 맡고 있으며 한국어 더빙판에서는 정유미(4기)/김채하(10기)가 더빙을 맡았다.
한국어 더빙판에서는 정초희라는 이름으로 등장한다.

#### 기타·탐정단 관련인물
코지마 켄지
코지마 켄지(일본어: 小嶋 元次, こじま げんじ)는 겐타의 부친으로 술집을 경영하고 있으며 33세로 진짜 에도 사람이기 위해 '히'를 '시'로 발음하는 등 오해를 산다. 말투가 난폭하지만 상냥한 성격이다.
왼손잡이이며 체형이 말라서 겐타의 아버지로 보이지 않기도 한다. 겐타는 어머니와 닮은 꼴이라고.
일본어판에서는 노지마 아키오(野島昭生)가 더빙을 맡고 있으며 한국어 더빙판은 시영준이 더빙을 맡고 있다.
한국어 더빙판에서는 고원규라는 이름으로 나왔다.
츠부라야 아사미
츠부라야 아사미(일본어: 円谷 朝美, つぶらや あさみ)는 소년 탐정단의 일원인 츠부라야 미츠히코의 누나로 현재 중학교에 재학 중이다. 평상시엔 미츠히코보다 정중함이 떨어진 어조지만 교사인 부모님 앞에선 정중한 말투를 사용한다. 호기심이 왕성하고 상당히 잔소리를 좋아하며 미츠히코가 행방불명됐을 당시에도 "드라마가 보고싶네"라고 할 정도로 덜렁인다. 피아노 교실에 다니며 락그룹 '삼도의 Ⅲ'의 보컬 '사탄 오니즈카'의 팬이다.
이름은 일본의 탐정인 아사미 미츠히코에서 유래되었다.
일본어판에서는 오타니 이쿠에(大谷育江)가 더빙을 맡고 있으며, 한국어 더빙판은 이소은이 더빙을 맡고 있다.
한국어 더빙판에서는 박세나 또는 박네모라는 이름으로 나온 적이 있다.
키노시타 후사에/후사에 캠벨(세라 캠벨)
패션 브랜드 회사인 「후사에 브랜드」의 사장. 2살 연상의 아가사 박사와 가끔 만나면서 서로를 첫사랑으로 여기게 된다. 동행자로는 빌리 (목소리: 고바야시 키요시/김광국)라는 운전자가 있다.
어릴 적엔 아가사 박사와 같은 초등학교에 다니고 있었지만, 자신의 금발 인해 주변 인물들과 면식을 트지 못했지만 우연히 알게 된 아가사의 한마디로 컴플렉스를 해소하게 된다. 초등학생 시절의 란과도 한 번 정도 만나고 있어 "언젠가 유명해진 후에는 후사에 브랜드의 가방을 산다"라는 약속을 주고받고 있었으며 하이바라 아이도 후사에 브랜드의 지갑에 관심을 가진 적이 있다.
일본어판의 성우로는 미네 후지코(峰不二子)로 유명한 마스야마 에이코(増山江威子)가 성인기 역을, 메코로 유이(めろこ・ユイ) 역을 맡았던 혼다 치에코(本多知恵子)가 유아기 역을 맡았으며 한국어 더빙판에서는 정혜원이 역할을 맡았다.

## 기타 중요 인물
기타 중요 인물로는 '주요 사건마다 나오는 등장인물' (오키노 요코, 오키야 스바루 등), '운동 선수로 등장하는 등장인물' (우에무라 나오키 등), '특정한 사건에 관련된 등장인물' (시미즈 키치에몬, 나나카와 아야 등) 등으로 나누어 생각할 수 있다.

#### 주요 사건마다 나오는 등장인물
- 오키노 요코(오소라)
  - 성우: 아마노 유리(天野由梨)(3~122)→나가사와 미키(長沢美樹)(249~)/임미진(KBS), 이용신(투니버스)

오키노 요코(일본어: 沖野 ヨーコ, おきの ヨーコ)는 가수, CF 모델, 영화 배우, 요리 프로그램 진행자 등의 다양한 연예 활동을 통해서 톱스타가 되었는데 나이는 20세 초반 정도이다. 모리 코고로가 아주 좋아하는 인물로 요코 본인도 탐정으로서의 모리를 좋아하며, 오키노 요코가 원해서 초콜릿 광고에 함께 출연한 적이 있다.(단행본 명탐정 코난 69권, 단행본은 화이트데이살인, 만화영화는 배반의 화이트데이)
오사카 출신이나 작품 내에서 사투리로 말한 적은 없으며 시한장치의 마천루에서 나온 잡지 한 구석에 별점 칼럼에 의하면 고교시절 이즈아라 사의 "주간 소년 KOBA"에 여고생 제복 컬렉션에서 그랑프리를 획득한 것이 계기가 되어 연예계에 데뷔한 모양. OVA - 10년 후의 이방인에선 10년 뒤 결혼으로 은퇴하여 코고로가 몹시 아쉬워한 장면이 있었다.
데뷔때엔 나이가 비슷한 사람들과 "어스 레이디스"라는 4인조 아이돌 가수로 활동했으나 지금은 해체되어 솔로로 활동한다. 멤버들은 가끔 보이는데 본인의 의지와는 상관없이 멤버들이 모두 모였을 때 사건에 휘말리게 되며 나중에 미즈나시 레나를 모리 코고로에게 소개한 인물.
- 에노모토 아즈사(오연주)
  - 성우: 에노모토 미키코(榎本充希子)/이소은

에노모토 아즈사(일본어: 榎本 梓, えのもと あずさ)는 모리 탐정 사무소 건물 1층에 있는 찻집 "포와로"에서 일하는 다정한 종업원으로 연령은 23세 정도로 설정되었다. 가끔씩 찻집에 차를 마시며 쉬거나 밥을 먹으려고 란, 코난과 같이 오는 탐정 모리 코고로에게 자주 의뢰를 하며 성격이 상냥하고 정이 많다.
- 요네하라 사쿠라코(이성연)
  - 성우: 탄게 사쿠라(丹下桜)/방연지

요네하라 사쿠라코(일본어: 米原 桜子, よねはら さくらこ)는 미이케 나에코의 소꿉 친구로, 치바 형사(애칭은 치밧치.)의 초등학교 시절의 후배이다. 첫 등장 시에는 디자인 회사 사장인 와카마츠 코헤이의 집에서 가정부를 하고 있었지만, 와카마츠가 비서에게 독살당하는 바람에, 현재는 샤토 베이커 아파트에 사는 이타미 시게노부의 객실 가정부를 하고 있으나 덜렁이인 면이 있어 시신을 발견했을 때 경찰에 신고해야 할 것을 잘못해 나에코의 휴대 전화에 걸기도 했다. 다음에 등장하는 사건에서는 어느 연예인의 매니저 대신 호출된 가정부로서 조우하게 되는데 현장 검증 도중에 코난의 말투가 변하였음을 알아차리고 코난에게 지적한 몇안되는 인물이 되었다. 한편 치바 형시가 연락처를 알고 있는 반면 나에코 본인을 언급하지 않고 있어 조급한 마음을 감추지 못하기도 하였다.
- 괴도 키드/쿠로바 카이토(고희도)
  - 성우: 야마구치 캇페이(山口勝平)/오인성(KBS), 신용우(투니버스)

괴도 키드(일본어: 怪盗キッド, Phantom Thief Kid)는 일본 아오야마 고쇼의 인기 연재만화 명탐정 코난에 나오는 가공의 인물로 직업은 도둑이자 마술사이다. 본래는 "매직 카이토"라는 작품의 주인공으로 같은 작가의 매직 쾌두에서 주인공으로 선행 등장하여, 명탐정 코난에 카메오 형식으로 가끔 출연하였으나 점차 인기가 높아지자 차츰 고정된 캐릭터로 바뀌었다.
"괴도 키드"란 이름의 유래는 범죄자 번호 1412가 외부에 알려져 괴도 1412호로 불리게 되었는데 쿠도 유사쿠(남건)가 신문기자가 날려 적은 1412를 "KID"라고 읽은 것이 시초가 되었다. 그런 이유로 명탐정 코난에서는 괴도 키드의 명칭이 괴도 1412호보다는 괴도 키드 쪽으로 불리며 '헤이세이 시대의 루팡'이란 별명을 가지고 있다. 원작인 매직 카이토에서는 비단 모자와 모노클에 의해 얼굴이 숨겨져 있는 장면이 많지만 정작 같은 작가의 다른 작품(명탐정 코난)의 애니메이션, OVA, 영화에서는 얼굴이 식별 가능하게 처리되었다.
코난을 궁지에 몰아넣은 적도 많지만, 결코 살인을 하지 않고 또 다른 사람의 죽음을 그대로 놓아두지 않으며 좋은 방향으로 생명을 구할 때도 있다. 코난과의 대결에서는 항상 무승부로 끝나는 편으로 키드는 처음으로 「코난 vs 괴도 키드」란 편에서 코난이랑 직접 대면했다. 하지만 신이치가 코난으로 유아화하기 이전에 시계탑에서 신이치(남도일)에게 범행이 들통나 위험한 적도 있었다. 덧붙여서 괴도 키드의 또다른 애칭 및 별명으로는 세기말의 마술사(극장판 3기), 월하의 마술사(경이공중보행 등), 21세기 마술사(매직쾌두) 등이 있다.
생일은 6월 21일로 나오며 키는 174cm, 몸무게는 54Kg이다.
- 하쿠바 사구루(백준수)
  - 성우: 이시다 아키라(石田彰)/정재헌

하쿠바 사구루(일본어: 白馬 探, はくば さぐる)는 영국의 런던에서의 유학 경험이 긴 지능적인 탐정으로 셜록 홈즈의 광팬이어서 자신이 기르고 있던 매의 이름은 "왓슨(와트슨)"으로 지었다. 본래 매직 카이토에 출연하는 탐정이었지만 명탐정 코난의 인기로 인해 게스트로 이따금씩 나오게 된다. 매는 「모여들은 명탐정」편에서 등장한다. 참고로 가족은 영국에 사는 유모 그리고 일본의 경시총감인 아버지. 친척이 유전자 검사소를 하여 쿠로바 카이토가 괴도키드인지 알고 있지만 사적인 장소가 아닌 괴도 키드가 나타난 장소에서 잡으려고 한다.
명탐정 코난에서는 「모여들은 명탐정」편과 「탐정 코시엔」편을 통해 사건에 등장하며 2001년 1월에 방영된「모여들은 명탐정」편에서는 연락이 두절된 상태인 쿠도 신이치나 시험 직전 상태인 핫토리 헤이지 대신 고교생 탐정 대표로 사건에 등장해 사건의 해결을 위해 코난의 계획에 동조했고 2007년 7월에 방영된「탐정 코시엔」편에서는 쿠도 신이치를 대신하여 고교생 탐정 동부 대표로서 등장해 고교생 탐정 서부 대표로 출전한 핫토리 헤이지와 사건 해결을 두고 대결했다.
경시총감인 아버지로부터 핫토리 헤이지에 대해 여러 가지 들은 것 같으며 처음에는 경쟁자로서 적개심을 품은 부분이 있었지만 나중에는 그의 실력을 인정한 것 같다. 극장판 10기 「탐정들의 진혼가」에서 핫토리는 키드가 분장한 사구루를 만난 적이 있는데 「탐정 코시엔」편에서 핫토리 헤이지가 하쿠바 사구루를 모르는 점은 단행본과 극장판의 충돌이라고 볼 수 있다.
생일은 8월 29일로 나오며 키는 180cm, 몸무게는 65kg이다.
- 쿄고쿠 마코토(오경구)
  - 성우: 히야마 노부유키(檜山修之)/이주창, 정유정(어린 시절)[23]

쿄고쿠 마코토(일본어: 京極 真, きょうごく まこと)는 하이도 고교 가라데부 주장으로, 스즈키 소노코의 남자친구. 나이는 18세이며 통칭 "돌려차기의 귀공자"로 불린다.
본가는 시즈오카현에 있고 방학동안 여관 경영을 돕고 있다. 모리 란을 응원하는 소노코의 모습에 반한 후 거기에 숙박하러 시즈오카에 와있던 소노코가 갈색머리를 한 여성들만 노리는 살인범에게 표적이 되었는데 쿄고쿠가 무술로 소노코를 구해주었으며 그걸 인연으로 삼아 교제하기 시작한다. 그러나 쿄고쿠는 일본에는 자기보다 강한 사람이 없다고 강한 인간과 싸우려고 교제한 지 얼마 되지 않아 소노코를 남기고 외국에 가 버렸다.
쿄고쿠는 란을 응원하는 소노코의 야무진 모습으로 인해 소노코를 좋아하지만 소노코가 생각하는 쿄고쿠 마코토는 외적으로는 ‘백마의 왕자님’보다 ‘새 상처 투성이의 사무라이’인 것 같다고... 또 란, 소노코, 코난이 드라마로 유명해진 관광지에 놀러갔다가 일어난 살인사건을 코난이 추리로 해결하게 되는 이야기에서는 발차기 기술로 란과 둘이서 야쿠자 수괴(首魁)와 조직원 50명을 제압하고, 화이트 데이에 사건을 일으킨 범인을 발차기로 제압하며 등장하기도 한다.
현재 가라테 공식전 400전 무패라는 기록을 보유하며 시력에 대해서는 언급되어 있지 않지만, 가라데를 하지 않을 때는 항상 안경을 쓰고 있다. 지금은 외국에서 무사 수행을 하지만 소노코에게 일이 생기면 경기를 포기하고 귀국해 오며 꽤 고풍스러운 가치관이 있어 소노코가 과하게 노출한 옷을 입거나 짧은 스커트를 입으면 항상 주의를 주며 서로에게 공손한 말투를 사용한다.
칠흑의 추적자에선 란의 말로 소총의 총알을 피하는 것이 가능하다고 한다.
- 하네다 슈키치(우상길)
  - 성우: 모리카와 토시유키(森川智之, Toshiyuki Morikawa/장민혁)

하네다 슈키치(일본어: 羽田 秀吉, はねだ しゅうきち)는 현재까지 장기 명인으로서 네 개의 타이틀을 획득하고 있는 프로 기사로 안경과 잠버릇, 수염이 특징으로 이름부터 하시바 히데요시와 비슷해 「 타이코 」의 별칭을 가지고 있다. 28세로 샤토 베이카 아파트 18 층(1801 호실)에 살고 있다.
미야모토 유미는 그녀의 대학교 시절에 교제했었고 현재도 친숙하게 "유미땅"과 "츄키치"라고 서로 말해주는 사이지만 몇 년 전에 유미가 경찰관이 되는 것을 계기로 일단 헤어졌다.
작중 수년 전, 명인전 타이틀을 따낸 날, 유미가 자신이 뭐 했는지에 해선 관심을 보이지 않고 한 해에 6번 벌어지는 스모대회를 6번 모두 제패한 요코즈나 기사를 보고 '이런 왕 같은 남자의 아내는 여왕이 된 기분일 것.'이라고 말한 것에 자극을 받아 쇼기 타이틀을 전부 손에 넣겠다는 목표를 잡고서 노력 중이고, "7개가 갖춰지면 연락하겠다"라는 말을 보면, 7관 제패에 성공한 후에 자신의 직업을 밝힐 생각으로 추측된다. 그러나 현재 유미는 납치사건을 계기로 슈키치가 유명인이라는 것은 알게 되었지만 쇼기명인이 아니라 그저 만담 명인 정도일 것이라고 여기고 있었다. 하지만 우연히 직장친구인 사토 형사와 밥을 먹고 나오다가 뉴스를 보고는 하네다가 장기명인임을 알았다.
언뜻 보면 아이 같고 신통치 않는 인상을 주지만, 기사 답게 뛰어난 기억력과 통찰력을 통해 코난이 보통 초등학생이 아님도 한눈에 간파하고 있다. 시간이 흐름에 따라 아카이 슈이치로 거의 확정된 오키야 스바루와, 독자들 사이에서 세라 마스미의 어머니로 추정되고 있는 "영역 밖의 여동생"이 하네다 슈키치의 승리소식을 듣고선 매우 좋아하는 장면이 네타본에 공개되면서, 그가 아카이(赤井) 가와 관련이 있거나, 세라 마스미의 둘째 오빠일 것이라는 추측이 나오고 있다. 92권에서 세라 마스미의 둘째 오빠라는 사실이 밝혀졌다.
일본어 더빙판에서는 모리카와 토시유키(森川智之)가 역할을 맡고 있다. 한국어판에서는 15기까지 나오지 않았다가 2018년 9월 25일에 추석 특집으로 방영한 '태합, 사랑의 명인전(전·후편)'에서 '우상길'이라는 이름으로 나왔다.
- 영역 밖의 여동생
  - 성우: 다나카 아츠코(田中敦子)/이선

영역 밖의 여동생은 중학생 정도 되보이는 생김새에, 금발의 곱슬머리, 날카로운 특유의 눈매로 하여금 아카이 슈이치와 세라 마스미를 연상시키는 외모를 지닌 소녀이다. 명탐정 코난 89권에 영역 밖의 여동생과 하이바라가 닮았다는 복선이 나온다.
코난의 안경에 있는 도청기를 발견한 후 주저없이 부숴버리며 세라와 대화를 나누는 것으로 처음 등장하였다. 코난이 믿을만 하냐는 세라의 질문에 아직 부족하다고 대답하는 것을 보면 그녀의 성격 역시 매우 신중하고 예리할 것으로 보인다.

#### 운동 선수로 등장하는 등장인물
아카기 히데오
아카기 히데오(일본어: 赤木 英雄, あかぎ ひでお)는 프로축구 팀 도쿄 스피리츠의 선수이다. 포지션은 FW, 등번호는 11. 별칭은 히데. 2년 전, 부모님을 잃어 현재 초등학교 3학년의 동생과 함께 산다. 시합으로 집을 비울 때는 친척(아카기 료코)에게 집을 맡긴다. 베이카 고등학교 출신으로 친구 우에무라 나오키와 함께 전국을 제패하여 황금의 투톱, 천재 등으로 불렸다. 도쿄 스피리츠에 나오키와 함께 입단해 월드컵에서 일본 축구 대표팀으로 뛸 수 있었으나 부상으로 들어가지 못했다. 그러나 천황배 결승전에서 시작 4분만에 득점해 부활을 알렸다. 해외 팀으로의 이적설은 부인했다. 겐타와 미츠히코는 히데오의 팬이다.
일본어판에서는 츠지타니 고우지(辻谷耕史)가 더빙을 담당하였다.
한국어 더빙판에서는 나영웅 혹은 이영웅(초반), 박희대(8기)이라는 이름으로 나온다.
우에무라 나오키
우에무라 나오키(일본어: 上村 直樹, うえむら なおき)는 프로축구 팀 도쿄 스피리츠의 선수이다. 포지션은 FW. 베이카고교 출신으로 아카기 히데오와 함께 전국을 제패해 황금의 투톱으로 불렸다. 도쿄 스피리츠에 히데오와 함께 입단했으며, 고교 시절 히데오와 별 차이 없었음에도 계약금과 인기가 적어 앙심을 품고 있다. 연습 시합에서 히데오가 부상당하게 하여 히데오의 남동생을 유괴해 히데오에게 선데이 컵 결승전에서 지도록 협박했다. 그러나 그 후 천황배나 우승 퍼레이드 등에 참가한 것으로 봐서 처벌받지 않으며 우정도 변하지 않은 모습. 아유미는 히데오보다 나오키를 더 좋아한다.
일본어판에서는 야오 카즈키(矢尾一樹)가 더빙을 맡고 있다.
한국어 더빙판에서는 안정훈, 나윤기 라는 이름으로 나온다.
히고 류스케
히고 류스케(일본어: 比護 隆佑, ひご りゅうすけ)는 프로축구 팀 빅 오사카의 선수. 포지션은 FW, 등번호는 9. 본래 느와르 도쿄의 선수. 세상에 숨기고 있는 이복 형 엔도 리쿠오(遠藤 陸央, えんどう りくお / 한국명 : 박중현)가 있다. 엔도는 히고가 느와르 도쿄에 들어간 후 방출되었지만 트레이너로써 다시 시작했다. 느와르 도쿄가 엔도를 넣은 이유가 히고를 덤으로 얻으려 하는 속셈인 줄 알고 히고는 빅 오사카로 이적했다. 이적한 후부터 야유하는 소리가 빈번하게 들리지만 까닭은 골이 터지지 않는데 대한 질타와 격려로, 이젠 빅 오사카의 주 득점원으로 활약한다.
신이치가 중학교 3학년이었을 때 체육관에 방문한 적이 있으며 하이바라 아이가 언니를 지키기 위해 조직을 배반한 자신과 닮아서 좋아한다.
일본어판에서는 사쿠라이 타카히로(櫻井孝宏)가 더빙을 맡고 있다.
한국어 더빙판에서는 최희고, 혹은 고주영이라는 이름으로 나온다. 캐릭터 이름은 축구선수 루이스 피구에서 유래되었다.
사나다 다카히로
사나다 다카히로(일본어: 真田 貴大,さなだ たかひろ)는 프로축구 팀 빅 오사카의 선수. 포지션은 FW, 나이는 18세이다. 관서 사투리 사용자로 히고 선수의 대역으로 기대가 되어 청소년 리그에서 승격되었다. 가벼운 성격으로 히데를 라이벌로 생각하고 있으며 축구 기술은 누구보다 월등하다. 본해 극장판 16기에 선행 출연하였으나 이후 TV 애니메이션에서도 등장하게 되었다.
일본어판에서는 요시노 히로유키(吉野裕行)가 더빙을 맡고 있다.
한국어 더빙판에서는 차한별이란 이름으로 등장하였으며 성우 류승곤이 목소리를 담당했다.
레이 커티스
성우 -  찰스 쿠라바(チャルスクラバ) /  홍성헌
유럽의 축구선수이며, 아내가 일본인이다. 통칭은 '유럽의 장벽'으로, 골키퍼가 부족한 상황에 미드필더인 자신이 골키퍼로 나섰던 적이 있는 걸 보면 미드필더로써도 골키퍼로써도 상당한 실력의 소유자다. 마약 밀거래 의혹에 휘말린 적이 있으며 그것 때문에 아내가 스트레스로 죽고, 그 충격으로 마약을 복용하게 되고, 복수를 위해 아내를 죽게 만든 스포츠 기자 에드를 일본으로 불러 살해한다. 후에 코난에게 모든 걸 들키고, 아무리 슬픈 일이 있어도 마약과 살인은 엄연한 레드카드감이라는 일침을 듣고 오사카 부경에 자수한다.
모토야마 마사하루
성우 -  반도 나오키 (坂東尚樹) /  문관일
아리사와 유코
성우 -  마쓰오카 요코 (松岡洋子) /  박경혜
미네르바 글래스
성우 -  루미코 반즈(ルミコバンズ) /  김율
영국의 테니스 선수이며, 아버지가 독일인이다. 통칭은 '잔디의 여왕'으로,세계 랭킹 넘버원이라고 소개된 것을 볼때 매우 상당한 실력을 가진 선수로 보인다. 어머니가 일본에서 눈 수술을 하신것 때문에 일본어도 어느정도 할 줄 알며, 코난일행과 사적으로 만날 때에는 늘 일본어로만 대화한다. 명탐정 코난 71권에서 등장하며, 어머니가 경기를 관람하시지 않으신 프랑스 오픈 테니스에서 진 적이 있었는데, 그로인해 어머니가 하데스 사바라의 표적이 되어 위기를 겪은 적이 있다.
가족중에는 아폴로 글래스(동생)와 쥬노 글래스(어머니)가 있으며, 이름의 유래는 로마 신화에서 전쟁과 지혜의 여신인 아테나(미네르바)로 보인다. 맨 처음 란을 만났을 때 사랑때문에 고민하느냐고 묻고, 란이 당황하자 나도 그런얼굴이었거든. 이라고 말한다. 자신의 테니스코치 아레스가 애인인데, 테니스코치가 예전에 선수였을 때 미네르바의 아버지가 경기를 보러 오다가 교통사고로 사망하자 애인은 자신의 탓이라고 자책하여 사이가 멀어졌기 때문에 말한 것이었다. 란에게 "러브는 제로(Love is 0)"라며 "거듭할수록 비참하게 질 뿐" 이라며 충고하고, 란은 나중에 신이치에게 그 말을 하며 운다. 그러자 신이치는 "0은 모든 일의 시작이야. 0이 없으면 아무것도 할 수 없어."라고 되받아치고, 미네르바는 그 말이 사실인 것 같다고 애인하게 말하고, 애인과 사이가 좋아지는 계기가 된다.

#### 특정한 사건에 관련된 등장인물
- 아사이 나루미(임성미/이성미)
  - 성우: 오리가사 아이(折笠愛)/임미진(KBS), 김성연(애니맥스)

아사이 나루미(일본어: 浅井 成実, あさい なるみ)는 도쿄도의 홀섬 월영도의 의사로 원래 이름은 아소 세이지(麻生 成実, あそう せいじ)이다. 26세의 남자이다. "피아노 소나타 '월광' 살인사건"의 범인이며 코난이 자살을 막지 못한 유일한 범인으로 이 사건은 코난에게 강한 충격을 줘 이 사건을 회상할 때 코난은 슬픈 눈빛을 보이며 이 사건은 간접적으로 핫토리 헤이지의 탐정 본연의 자세에 영향을 준다.
마약 거래에 의한 문제로 세계적 피아니스트인 아버지 아소 케이지와 어머니, 여동생이 살해당한다. 몸이 약했던 세이지는 입원하고 있어서 난리를 피하지만, 부모가 전부 돌아가셔서 아사이 가문에 맡겨진다. 곧 성장해 이름을 나루미(なるみ)로 바꿔 여자 의사로 월영도에 돌아온다. 가족 몰살의 진상을 안 그는 살해당한 아버지가 좋아하던 곡인 월광으로 복수의 살인극을 계획하며 모리 코고로를 이 섬으로 초대한다. 살인범으로 지목되자 주민센터에 불을 지르고 구출하러 온 코난을 창 밖으로 내던져 자신은 불길이 번지는 음악실에서 유언으로 암호인 진혼가를 피아노로 연주하면서 불에 타 죽는 참화가 일어나고 만다.
- 마에다 사토루(마정탁)
  - 성우: 아라카와 타로(荒川太朗)/강호철

마에다 사토루는 어둠의 남작 살인 사건에서 등장하는 가라데 챔피언으로 란은 이 사람의 경기에 감격해서 가라데를 시작한 계기가 있을 만큼, 그를 동경하는 상태이다. 그 덕분에 우연히 호텔에서 마에다 사토루를 만나게 되자 기뻐하는 모습을 보이게 된다.
그에게는 약혼녀, 사야마 아키코 {한국명: 서민주, 성우: 혼다 치에코(本多知恵子) / 이소은}가 있는데 의외로 상당히 질투심이 많다. 살인 사건이 일어나고 경찰 조사가 시작되자 약혼녀에게 유리해지도록 자신의 알리바이를 함구하며 경찰의 사건 조사를 지연시키기도 하였다. 그녀가 위험한 사건에 휘말려들자, 그녀를 보호하기 위해 애쓰다가 사건을 방해한 것 때문에 함께 체포되게 된다. 참고로 란이 이 사람의 무죄를 믿고 증언해줄 증인을 애타게 찾기도 했다.
- 우치다 아사미
  - 성우: 진 유카리(秦由香里)/정현경(KBS), 이지현(애니맥스)

우치다 아사미(일본어: 内田 麻見, うちだ あさみ)는 란과 소노코, 신이치의 중학교 선배로 신이치를 좋아하여 축구부 매니저로 활동한 적이 있다. 한번은 신이치가 자신이 만든 사과 파이의 맛을 못마땅해 하자 신이치의 입맛에 맞게 요리하는 법을 연구하였고, 이후 자신이 이전에 만든 사과 파이의 맛이 별로였음을 알게 된다. 또한 란을 시기하여 엉뚱한 요리법을 제시했으나 오히려 란의 요리 실력에 놀라게 된다. 한편 신이치가 좋아하는 인물이 누구인지 묻는 소노코의 질문에 신이치가 들려준 이야기가 어떤 내용이었는지 알려준 인물이다.
한국어 더빙판에서는 박두나 혹은 박주나라는 이름으로 나왔다. 한국어 만화영화에서는 한국방송에서 소개한 <명탐정의 첫사랑>에 나왔는데, 대학교 선배가 불을 질러 죽임당할 뻔 했지만 란이 불길 속으로 뛰어들어가 용감하게 구했다.
- 미야노 아케미
  - 성우: 타마가와 사키코(玉川砂記子)/임미진(KBS), 여민정(투니버스)

미야노 아케미(일본어: 宮野 明美, みやの あけみ)는 셰리의 (미야노 시호 / 하이바라 아이)의 언니이며 나이는 23세의 대학생(애니메이션에서는 은행원)으로 가명은 히로타 마사미(広田雅美, ひろた まさみ)이다. 성격이 여동생과는 달라서, 조직의 일에 관여하기 전에는 대학에서 친구와 노는 등 평소대로 시간을 보냈다. 아케미는 자신의 동생인 시호(하이바라)를 조직에서 빼내도록 노력한다. 아케미 자신이 조직원이 되어 마침 잠입 수사 중이던 아카이 슈이치와 교제를 했다. 아카이 슈이치는 정보수집으로 아케미에게 접근했지만 아케미는 슈이치를 연인으로 대했다. 후에 아카이가 검은 조직에 "FBI 요원"이라고 정체가 들키자 조직에서는 미야노 아케미를 암살할 계획으로 아케미에게 은행 강도를 하도록 제안했다.
조직은 아케미에게 은행에서 10억 엔을 훔치는 데 성공하면 여동생 미야노 시호를 조직에서 빼 주겠다는 약속을 하였으며 아케미는 요구에 응했다. 조직에서는 아케미가 은행 강도에 실패하고 그 죄를 물어 죽이려고 했지만, 아케미는 결국 은행에서 10억 엔을 훔치는 데 성공한다. 서둘러 조직은 방침을 바꾸어 진에게 명령하여 결국 아케미는 진과의 교섭 자리에서 진에게 총을 맞는다. 총알이 박힌 곳은 복부였기 때문에 즉사가 아니었지만, 출혈이 심해 코난이 발견했을 때에는 이미 늦은 상황이었다. 아케미는 코난에게 자신이 검은색을 상징으로 하는 거대한 범죄 조직에 소속된 말단이라고 전하고, 은행에서 훔친 10억 엔의 소재를 말한 후에 사망했다. 미야노 아케미가 죽기 전에 코난이 자신의 정체가 쿠도 신이치인 것을 말해주었다.
한국어 더빙판에서는 마상미(KBS), 이정원(투니버스) 등으로 나왔으며 원래 이름은 안재희라고 나왔다. 한국어 더빙판에서는 임미진(KBS), 여민정(투니버스)의 담당 인물이었으며 일본어 더빙판에서는 타마가와 사키코(玉川砂記子)가 목소리 더빙을 담당했다.
- 나나카와 아야

나나카와 아야(일본어: 七川 絢, ななかわ あや)는 란과 소노코, 신이치의 중학교 때 동창이었다. 통신제 고등학교에 재학하며 편의점에서 일하는 노동자이다. 꼼꼼한 성격으로 다른 사람이 하지 않는 상품 정리도 제대로 하고 간다. 아야군의 일이 끝나고 가게의 상품이 도둑맞는 사건이 일어나 점장에게 가게의 상품을 훔치는 절도범으로 의심받았으나(343~344화(한국어판 293~294화) 편의점의 함정 편) 마침 아야군을 보러온 란군이 진범을 추리해내 무죄를 밝혀냈다. 직장에서 해고된 사람이 가게 천장에서 몰래 음식을 훔쳐먹었던 것이다. 다행히 점장이 "나에게 일을 배우도록 하게. 사실 나도 직장에서 나온 뒤에 가게를 꾸리고 있다네"라고 점원으로 취직시켜줘서 생계를 이어나간다. 맹장으로 입원한 적이 있으며(491화) 달콤한 것을 매우 좋아하고 게임에 빠져 있다.
일본어판의 경우 343화와 344화에서는 야지마 아키코(矢島晶子)가 더빙을 맡으며, 491화에서는 쿠라타 마사요(倉田雅世)가 더빙을 맡았다.
한국어 더빙판에서는 최아현이라는 이름으로 나왔으며 이소은이 목소리 연기를 맡았다.
- 사탄 오니즈카

사탄 오니즈카(일본어: サタン鬼塚, サタンおにづか)는 락그룹 '삼도의 Ⅲ'의 보컬이며 괴기스러운 화장과 복장으로 자신을 꾸미며 지낸다. 소년탐정단과 브라운 박사가 방송국을 견학하려고 온 날 연예기획사 사장을 칼로 살해. 살해동기는 연예기획사 사장이 락그룹의 인기를 상승시키려고 오니즈카를 좋아하는 사람들의 자살을 유도했기 때문이다. 오니즈카는 부상으로 병원에 입원했다가 퇴원한 뒤에야 자신을 따르던 여학생이 사장의 농간으로 자살한 것을 알고 분노하여 살해하였다.
일본어판의 경우 488화에서 게스트 성우로 참여한 사쿠라즈카 약쿤(桜塚やっくん)이 더빙을 맡았다.
한국어 더빙판에서는 강사탄이라는 이름으로 나왔으며 이호산이 목소리 연기를 맡았다.
- 켄자키 오사무

켄자키 오사무(일본어: 剣崎 修, けんざき おさむ)는 드라마 "명탐정 사몬지"의 주인공인 탐정 사몬지를 연기하는 미남배우이다. 쿠사노 카오루가 자신을 돌봐주는 분인 마쿠마(성우 - 나카하라 시게루, 이호산)를 걱정시키기 위해 생각한 계획에 협력하고 코난과 코고로 및 원래 "어스 레이디스"(earth ladies)의 멤버들을 모아 가짜 약혼 파티를 실시하지만, 카오루가 누군가에게 습격 당하는 사건이 발생하게 된다.(이후 코난이 해결해 준다.) 이후 오키노 요코가 심사위원으로 활동하는 텔레비전의 버라이어티 프로그램 「어느 스위트 SHOW」(한국 만화책에는 어느 디저트로 할깝쇼)의 사회도 맡고 있다. 프로그램을 진행하다 일어난 살인 사건에서 코난과 재회한다.
일본어 더빙판에서는 에가와 하사오(江川央生)가 담당한다.
한국어 더빙판에서는 이건형이라는 이름으로 등장했으며 김호성(4기)과 한신(13기)이 역할을 맡고 있다.
- 시부야 나츠코(하민정)
  - 성우: 카사하라 루미(笠原留美)/오수경

시부야 나츠코(일본어: 澁谷 夏子, しぶや なつこ)는 하이도 초등학교 여교사로 28세의 여성이다.
조디 스털링의 친구로 미국 유학 중에 사건에 휘말린 곳을 도와 준 인연으로 알게 되었다. 조디에게 일본어를 알려주어 다른 영어 교사로 잠입할 때에도 여러 가지로 지원했다. 시험 평가를 둘러싼 사소한 (작은) 오해에서 보호자와의 문제에 휘말려 중태가 되지만, 무사히 의식을 되찾았다.
조직의 구성원이자 탐정인 아무로 토오루(=버본)에 스토킹 피해 상담을 하고 있었지만, 반대로 아카이 슈이치의 소식을 바라는 버본에 의해 사건에 이용되었다.
- 와다 히나(양나래)
  - 성우: 코마츠 미카코(小松未可子)/정유정

와다 히나(일본어: 和田 陽奈, わだ ひな)는 하이도 고교(한국어판은 '하이드 고등학교') 공수부 선수로 UFO에 관심이 많다. 다만 선배인 교고쿠 마코토에게 호감을 보이는 스즈키 소노코를 말괄량이 부잣집 아가씨로 보고 있다.
일본어 더빙판 성우는 코마츠 미카코(小松未可子)이며 한국어 더빙판에선 정유정이 목소리를 맡고 있다.
- 사미즈 키치에몬

사미즈 키치에몬(일본어: 三水 吉右衛門, さみず きちえもん)는 140년 전 에도시대 말기에 그 이름을 떨친 장치인형사로 낭인들에게 자금 원조를 했다. 키치에몬이 만들어낸 장치들은 마치 살아 있는 것 같아 다이묘나 상인들이 마음에 들어해 재산을 많이 축적하게 되었다. 그에 대한 별명이 "사람을 불러내는 키치에몬"이라고. 일본의 곳곳에 장치 저택을 만들어 유명하며 가끔 명탐정 코난에 등장하게 되는 인물이다. 스즈키 재벌이 가지고 있는 철리(쇠너구리) 역시 키치에몬의 작품으로 수많은 도둑 퇴치에 영향을 끼쳤다지만 괴도 키드와 코난의 손에 의해 열린다.
한국어 더빙판에서는 인형술사 삼수 장실현이라는 이름으로 나왔다.

## 버본 및 럼 관련 인물
- 오키야 스바루(최수현)
  - 성우: 오키아유 료타로(置鮎龍太郎, Ryōtarō Okiayu)/최지훈

오키야 스바루(일본어: 沖矢 昴, おきや すばる)는 토토대학 대학원 공학부 박사 과정을 이수하는 안경 낀 남성이다. 나이는 27세로 셜록 홈즈를 좋아하고, 날카로운 추리력을 자랑한다. 검은색이 좋아하는 동시에 싫어하는 색인데 그 이유는 다른 사람에게 알려주고 싶지 않은 내면을 가려주기 때문이란다. 코난과 만나기 전에 살고 있던 아파트가 방화로 타 버렸기 때문에 아가사 박사의 동거인이 될 뻔하였으나 하이바라가 조직 관련 인물로 의심하여 공포에 떠는 것을 의식한 코난의 제안으로 현재는 이전에 쿠도 신이치가 살고 있던 주택에 거주한다.
왼손잡이로 아파트에 살고 있던 주인집 아이인 스기우라 카이토(한국어판의 이름은 민현우, 목소리는 김율이 맡았음)가 매일 아침 식물에게 물을 뿌리는 것을 소방차에 빗대 빨간 사람으로 별명을 붙여 불렀다. 종이 비행기 사건을 해결하곤 집에서 버본을 마시는 장면이 나오며 모리 란이 스바루를 보고 신이치의 존재를 숨기려는 것으로 보아 란과 어디서 만난 적이 있는 듯.
화상입은 아카이 슈이치를 "지인"이라고 부르며 검은 조직의 첩자인 버본을 연상하는 행동을 하지만 정체는 알 수 없다. 아카이 슈이치와 공통점을 많이 찾아볼 수 있지만 홈즈 팬이라는 점에선 공통점이 되지 못한다. 참고로 란(유미란)이 날린 발차기를 한 손으로 막으면서 넘어진 척 하거나, 범인이 가지고 있던 칼을 시원하게 털어버리는 장면이 나온다.
한편 코난이 신이치의 집을 빌려준 이후 가끔씩 아가사 박사와 하이바라 앞에 나타났으며 탐정단이 방문한 때에도 저녁 식사가 남았다는 이유 등을 들어 감시의 눈초리를 놓지 않는 듯한 언행을 보인다. 또한 하이바라와 관련된 정보를 해킹하는 등 하이바라에 대해 개인적인 수사를 하고 있어 검은 조직의 멤버인 듯이 보였지만 코난은 아군으로 표현하고 있다.
하이바라가 누구인지를 파악하고 있는 것으로 보이며, "그녀와의 약속이므로 (하이바라에) 멋없는 흉내 (모방)는 없다"며 "자매답게 행동이 손에 잡하게 알 수 있다"라 혼잣말을 하였다. 대결하는 검은 조직의 인간에 관하여는 "뜨겁고 쓴 커피를 대접 (지층) 해주고 싶다 "고 적대시하는 듯한 발언을 하는데 특히 아카이로 변장한 버본을 확인했을 때는 "지인"이나 "옛날부터 잘 아는 얼굴 "이라고 표현하고 있다. (정체는 아카이 슈이치로 밝혀 진다.)
- 아무로 토오루/후루야 레이(안기준/강준영)
  - 성우: 후루야 토오루(古谷徹, Tōru Furuya)/박성태, 김가령(어린 시절)[28]

아무로 토오루(일본어: 安室 徹, あむろ とおる)는 아마추어 탐정으로 자신의 추리가 잘못된 것을 지적한 모리 코고로(코난)의 추리가 진실임을 알게 된 후 모리 코고로(탐정 유명한)의 조수로 전향한 인물이다. 얼굴이 거무잡잡하며 상당한 추리력의 소유자이다. 벨트리 급행 미스테리 트레인 살인사건을 통해 검은 조직의 멤버 중의 한 명인 버본으로 밝혀졌다. 다테 형사를 조문하러 묘지에 방문한 사토 형사와 다카기 형사를 바라보며 다테 형사를 친구로 부르는 장면이 등장했다.
평시는 "포와로"에서 노동을 하고 있지만 한 사건당 수업료로 거액을 귀띔하여 코고로의 마음을 사로잡는 등 경제적으로 불편하지 않은 모습. 코난이 휘말린 사건으로 세라의 모습을 확인한 이후 그녀를 알고 있는 듯한 반응을 보였다.
연재분 888화에서 쿠스다 리쿠미치에 대해 조사하고 있다는 것이 밝혀졌으며 코난 주위에 나타난 인물들 중에 변장한 아카이가 있을 거라고 생각하고 이를 입증한 뒤 잡아가려고 했다. 자신의 동료들에게 라이하 고개로 갈 조디 일행을 붙잡으라고 지시해뒀는데, 이들이 위험해지면 오키야가 어쩔 수 없이 정체를 밝힐 거라고 생각했기 때문인 듯하다. 이후 아무로의 본명이 후루야 레이이며, 공안이 투입한 스파이라는 게 밝혀진다.
후루야 레이는 일본 경찰청 경비국 경비기획과 소속의 경찰관으로 검은 조직에 잡입하여 버본이라는 코드명으로 활동하고 있다. 나이는 29세이며 경찰 동기 중에는 수사 1과 출신이며 순직한 다테 와타루, 마츠다 진페이가 있다. 일상시에는 아무로 토오루 (안기준) 라는 가명을 쓰고 있다. 젊은 나이에도 불구하고 많은 경찰관들을 통솔하고 있으며, 다테 와타루와 마츠다 진페이와 동기이면 논캐리어로 비록 캐리어 출신은 아니지만 경시청 배속 후 능력을 검증받아 추천조로 뽑혀 바로 옆 건물인 일본 경찰청으로 이동하여 활동하고 있는 것이라고 추정된다. 과거에 함께 검은 조직에 잠입하여 수사하던 경시청 공안부 소속 경찰관인 스카치가 검은 조직에 희생당했던 일이 ,그 배후에 아카이 슈이치가 있다고 확신하고 있다.
- 다테 와타루(태형선)
  - 성우: 후지와라 케이지(藤原啓治, Keiji Fujiwara)/김정훈

다테 와타루(일본어: 伊達 航, だて わたる)는 사토 미와코 형사의 1년 선배 겸 다카기 와타루 형사와 형제 같은 터프 가이 형사이다. 노안에 남성적인 외모의 소유자지만 사토 형사보다 1살 많은 인물로 교통부 유미의 말에 따르면 "죽이려고 해도 죽지 않을 인물"로 평가되며 다카기 형사가 놓친 범인을 체포할 정도로 신체 능력이 월등하다. 이름이 비슷한 다카기 와타루 형사를 동생처럼 생각하며 '와타루 형제'로 불리는 걸 마다하지 않았다.
아무로 토오루(=버본), 마츠다 진페이와는 경찰학교 동기로 아무로 토오루와는 오랫동안 연락이 별로 없어도 서로 걱정할 정도의 친구이다. 다테 본인은 아무로라고 밝히지 않았지만 다카기 형사가 들은 다테의 언급에 의하면 "나는 항상 2등이라 머리도 체력도 그 녀석을 이길 수 없어"할 정도로 아무로를 생각하고 있다.
- 세라 마스미(양세라)
  - 성우: 히다카 노리코(日高のり子, Noriko Hidaka)/임윤선

세라 마스미(일본어: 世良 真純,せら ますみ)는 테이탄 고등학교의 2학년으로 편입한 중성적 외모의 전학생이며 절권도라는 무술에 능통한 여학생이기도 하다. 첫등장 시 모리 란에게 호감을 느낀 것으로 보아 남성으로 여길 만 했지만 테이탄 고등학교에 전학와 교복 치마를 입고 자신을 소개하는 장면이 공개됨으로써 남성이 아닌 여성인 것이 밝혀졌다. 「탐정 코시엔 편」에 등장한 자칭 여고생 탐정 코시미즈 나츠키 (목소리 - 하야미즈 리사)의 반향이 컸던 점에서 아오야마가 "궁극적인 나를 내어 주마 "란 생각에 설계된 캐릭터이다.
고등학생 명탐정인 쿠도 신이치처럼 고등학생 탐정을 자처하며 코난에 대하여 깊은 관심을 갖고 있다. 미국에서 3년 전까지 살았으나 부모님과 헤어져 탐정이 되기 위해 일본으로 온 후 호텔에서 생활하고 있다. 또한 표면적으로는 어설픈 추리를 하지만 코난에게 일부러 추리를 떠넘기기 위해 연기했을 가능성이 크며, 코난도 하이바라와의 대화에서 이를 언급한다. 원작자 아오야마 고쇼는 세라에 대해 '어느 중요한 캐릭터의 여동생'이라고 언급하였다.
성격과 외모로 인해 호쾌하고 남성적인 편. 한편 본인의 말로는 옛날 "전혀 웃지 않는 사람을 어떻게든 웃겨 주기" 위해 밝은 성격의 소유자로 길러진 것이라고 칭하고 있다. 또 외견상 아카이 슈이치와 눈매 및 눈동자의 색이 거의 흡사하며 눈밑에는 그와 같은 다크 서클이 들어 있다 (미간 그늘은 없다). 또한 본인은 날씬한 체격을 걱정하고, 헤이지와 소년 탐정단에서 그것을 지적 때마다 "(가슴) 앞으로 크게 될 예정"이라고 말하고 있다.
인품이 좋고 사교적이지만, 친한 관계의 사람을 위태롭게 한 상대에게는 어떠한 이유에서든 용서를 하지 않는다는 비정한 면도 가지고 있다. 모리 탐정 사무소에 농성한 범인을 유도하여 경시청 특수 부대 (SAT)에 사살 시키려고 하거나, 코난을 납치하여 도주한 범인의 얼굴을 자전거의 뒷바퀴로 찍으려고 하는 등 때로는 과격한 행동도 마다하지 않는다.
쿠도의 집에 살고 있는 오키야 스바루에게 왠지 의구심을 품고 있으며 오키야 스바루 또한 세라 마스미를 주시하고 있는 것으로 보이는데 하이바라에 대해 조사하고 다니는 것을 보면 하이바라에게 목적이 있는 것으로 추정된다. 어느 패밀리 레스토랑에서 사건을 통해 우연히 세라를 보게 된 안드레 캐멀은 "이 아이… 어딘가에서…"라며 혼잣말을 하기도 했다. 하지만 세라의 진짜 정체는 아직까지 밝혀지지 않았다.
초반에는 모리 란에게 호감을 보였으나 시간이 지남에 따라 코난, 신이치, 하이바라에 관심을 보이고 있으며, 코난을 옛날부터 알고 있는 것 같은 독백이 최근에 나왔다. 한편 아카이 슈이치로 보이는 화상남을 거리에서 발견하고는 재빨리 달려드는 장면이 있었다. 그리고 아카이 슈이치를 오빠라고 부르고 화상남(사실 그 화상남은 변장한 버본)이 '마스미.. 여전하구나...'라고 말한 것을 보아 아는 사이인 듯. 후에 세라 마스미는 FBI아카이 슈이치의 여동생이라고 밝혀지게 되었다. (703화 미스터리 트레인 편)
이름은 《미소녀전사 세일러문》의 세일러 마스와 《기동전사 건담 시리즈》의 세이라 마스에서 파생되었다.
- 하네다 슈키치(우상길)
  - 성우: 모리카와 토시유키(森川智之, Toshiyuki Morikawa)/장민혁, 박이서(어린 시절)

하네다 슈키치(일본어: 羽田 秀吉, はねだ しゅうきち)는 현재까지 장기 명인으로서 네 개의 타이틀을 획득하고 있는 프로 기사로 안경과 잠버릇, 수염이 특징으로 이름부터 하시바 히데요시와 비슷해 「 타이코 」의 별칭을 가지고 있다. 28세로 샤토 베이카 아파트 18 층(1801 호실)에 살고 있다.
미야모토 유미는 그녀의 대학교 시절에 교제했었고 현재도 친숙하게 "유미땅"과 "츄키치"라고 서로 말해주는 사이지만 몇 년 전에 유미가 경찰관이 되는 것을 계기로 일단 헤어졌다.
작중 수년 전, 명인전 타이틀을 따낸 날, 유미가 자신이 뭐 했는지에 해선 관심을 보이지 않고 한 해에 6번 벌어지는 스모대회를 6번 모두 제패한 요코즈나 기사를 보고 '이런 왕 같은 남자의 아내는 여왕이 된 기분일 것.'이라고 말한 것에 자극을 받아 쇼기 타이틀을 전부 손에 넣겠다는 목표를 잡고서 노력 중이고, "7개가 갖춰지면 연락하겠다"라는 말을 보면, 7관 제패에 성공한 후에 자신의 직업을 밝힐 생각으로 추측된다. 그러나 현재 유미는 납치사건을 계기로 슈키치가 유명인이라는 것은 알게 되었지만 쇼기명인이 아니라 그저 만담 명인 정도일 것이라고 여기고 있었다. 하지만 우연히 직장친구인 사토 형사와 밥을 먹고 나오다가 뉴스를 보고는 하네다가 장기명인임을 알았다.
언뜻 보면 아이 같고 신통치 않는 인상을 주지만, 기사 답게 뛰어난 기억력과 통찰력을 통해 코난이 보통 초등학생이 아님도 한눈에 간파하고 있다. 시간이 흐름에 따라 아카이 슈이치로 거의 확정된 오키야 스바루와, 독자들 사이에서 세라 마스미의 어머니로 추정되고 있는 "영역 밖의 여동생"이 하네다 슈키치의 승리소식을 듣고선 매우 좋아하는 장면이 네타본에 공개되면서, 그가 아카이(赤井) 가와 관련이 있거나, 세라 마스미의 둘째 오빠일 것이라는 추측이 나오고 있다. 92권에서 세라 마스미의 둘째 오빠라는 사실이 밝혀졌다.
일본어 더빙판에서는 모리카와 토시유키(森川智之)가 역할을 맡고 있다. 한국어판에서는 15기까지 나오지 않았다가 2018년 9월 25일에 추석 특집으로 방영한 '태합, 사랑의 명인전(전·후편)'에서 '우상길'이라는 이름으로 나왔다. 목소리를 맡은 사람은 장민혁이다.
- 스카치
  - 성우: 미도리카와 히카루(緑川光, Hikaru Midorikawa)/이호산

본명은 모로후시 히로미츠 (諸伏景光)(천영웅). 일단 후루야 레이 (아무로 토오루)와 함께 검은 조직에 잠입 수사를하던 공안 경찰. 경시청 공안부 소속. 턱수염을 기른 남자. "스카치"는 조직에서 주어진 코드 네임이다. 기반이 자신 있고, 우연히 만난 세라에게 연주 방법을 알려주었다. 제로의 것은 "강 계곡"과 "영 (제로)」라고 부르고 있었다.
사망했으며 원래 이름은 알려져 있지 않았다. 그것은 어두운 조직에 파견 된 일본 공안 경찰의 비밀 요원이었고, 아무로의 동료였다. 그의 정체성이 드러난 직후 그는 다른 사람들이 접근하고 자살했다는 사실을 알았고, 아카이는 휴대 전화의 관련 정보를 파괴하기 위해 그것을 쐈다고 추측했으며 버본으로 활동하고 있었던 아무로를 아군을 끌어들이기 위해 아카이는 본인 자신을 버본 앞에서 스카치를 살해한 사람이라고 위장했다.
- 메리 세라(영역 밖의 여동생/메리)
  - 성우: 다나카 아츠코(田中敦子, Atsuko Tanaka)/이선

영역 밖의 여동생은 중학생 정도 되보이는 생김새에, 금발의 곱슬머리, 날카로운 특유의 눈매로 하여금 아카이 슈이치와 세라 마스미를 연상시키는 외모를 지닌 소녀이다. 명탐정 코난 89권에 영역 밖의 여동생과 하이바라가 닮았다는 복선이 나온다.
코난의 안경에 있는 도청기를 발견한 후 주저없이 부숴버리며 세라와 대화를 나누는 것으로 처음 등장하였다. 코난이 믿을만 하냐는 세라의 질문에 아직 부족하다고 대답하는 것을 보면 그녀의 성격 역시 매우 신중하고 예리할 것으로 보인다.
- 쿠로다 효우에(현병위)
  - 성우: 키시노 유키마사(岸野幸正, Yukimasa Kishino)/한상덕

쿠로다 효우에(일본어:  黑田 兵衛, くろた ひょうえ)는 경시청 형사부 수사 1과의 경시(관리관)이다. 네타본 913화에서 처음으로 등장하였다. 원래는 일본 경찰청(경시청이 아님) 출신이었으나 사고로 인해 10년간 의식불명 상태였고 의식을 되찾은 뒤 나가노 현경으로 발령받아 나가노 현경 수사 1과를 총괄하는 나가노 현경 수사 1과장을 맡았었다. 경시청의 수사 1과장(경시정)이 아닌 지방 현경의 수사 1과장이니 계급은 마츠모토 키요나가와 같은 경시이다. 최근 마츠모토 키요나가 관리관의 경시정 승진으로 관리관 자리가 공석으로 남게 되어 새롭게 영전하였다. 나이는 50세이며 과거의 사고로 인해 오른쪽 안면에 화상을 입고 현재 오른쪽 눈은 실명 상태이다. 코난에게 검은 조직의 2인자인 럼으로 의심받았다. 코난의 영리함을 알아보고, 호텔에서 여배우가 죽임당한 사건(명탐정 코난 88권 참조)을 조사할 때에 코난의 의견을 존중했다. 이후 와카사 루미 선생을 예의주시하면서 코난 일행과 접점을 이어가고 있으며 검은 조직에 잠입한 후루야 레이의 경시청 공안부 상관으로써 존재감을 드러내는 등 범죄와의 전쟁을 은밀하게 지휘하고 있다.
한편 하네다 코지 살인 사건과 접점이 있는 와카사 선생의 정체를 은밀하게 의심하며 판단하고 있다. 102권에도 오오즈카 모미지, 모미지의 할아버지와 아는 사이로 등장함.
- 와카사 루미(위스카 아람)
  - 성우: 히라노 후미(平野文, Fumi Hirano)/박경혜

와카사 루미(일본어: 若狹 留美, わかさ るみ)는 테이탄 초등학교 1학년 B반 부담임이다. 어린이들의 학습을 보조하는 역할을 한다. 평소에는 덜렁이로서의 얼빠진 모습을 보이며 점술 계의 화제를 무서워하거나 하고 있지만, 자신을 덮치려고 다가온 강도단 3명을 혼자서 밀쳐 제압하거나(91권), 가방을 휘두르며 덮쳐 온 프로 골퍼를 우연을 가장 해 제압하거나(92권), 아유미를 인질로 잡은 범인을 거친 형상과 말로만 위협하는 등 뒤의 얼굴을 가지고 있는 모습. 한편 전술했던 도적단과 프로 골퍼의 사건에서 사전에 사건을 감지하고 코난을 의도적으로 그 사건에 관계하도록 유도하거나 사건 해결에 도움을 주거나 하는 등 신비의 행동도 많다. 예를 들어 아이들과 연극에 쓸 호랑이 그림을 그리고나서 오므라이스를 저녁밥으로 먹이는 장면이 나오는데(92권), 이웃집에서 프로골퍼가 자신을 협박하는 모델을 죽이는 사건이 일어났다. 아이들과 와카사 선생은 목격자 진술로써 수사에 협조하고 와카사 선생의 집에서 경찰이 불러줄 때까지 기다리고 있었다. 아이들과 머그잔에 담긴 따뜻한 음료를 마시던 코난은 영수증을 주웠다. 아침에 와카사 선생이 출근길에 장을 본 영수증인데, "달걀, 피망, 당근, 유리컵, 접시"를 산 것이었다. 아침에 프로골퍼와 모델이 하는 이야기를 듣고 살인사건이 일어날 것을 짐작하고는 코난이 사건을 조사하도록 계획한 것으로 생각된다. 참고로 오른쪽 눈이 보이지 않는 것처럼 행동하여 코난이 검은 조직의 럼이 아닐까 의심하고 있지만, 하이바라에서 "나는 좋아"라고 부탁을 받고 있다.
그림을 잘 그려셔 연극에 쓸 호랑이 그림을 그리기도 했다.(92권)
- 와키타 카네노리(김상우)
  - 성우: 치바 시게루(千葉繁, Shigeru Chiba)/이장원

와키타 카네노리(일본어: 脇田兼則)는 초밥 요리사로 92권에 처음으로 나왔다. 모리 탐정 사무소와 가까운 베이카 초밥집에서 손님 접대를 맡고 있다. 모리 탐정 앞에서도 전혀 주눅들지 않고 천연덕스럽게 자신의 추론을 표현하고 자신을 제자로 받아달라고 하는 등 모리 탐정에게 친근하게 대한다. 한쪽 눈을 안대로 가려서 코난은 와키타가 럼일 것이라 생각했다. 거기에다 하얀 손의 여자 편에서는 범인을 잡은 와카사 루미의 모습이 신문에 실린 것을 보고는 마치 와카사 루미를 아는 듯한 말투로 "이것 참 재치 있구만!"이라는 대사를 남긴다. 이후 쿠도 신이치가 살아있다는 게 SNS에 올라오자 그 사실을 쿠로다 효우에, 와카사 루미와 함께 확인한다. 이후 본인 말에 따르면 배달하다가 신이치의 집 앞에 사람이 몰려있다는 것을 질문하기 위해 아가사 박사의 집을 방문하는 모습을 보여준다. 검은 조직을 수사하는 에프비아이 요원들의 암호를 읽어내어 사살하거나 총에 다치게 하거나, 안드레 캐멀을 사살 직전으로 몰고갈 정도로 빈틈없는 검은 조직의 간부이다. 안드레 캐멀과는, 에프비아이 수사관들이 잠입수사를 하는 현장에 숨어들어 이들의 정체를 밝힐 때에 만났음. 변장을 한 채 초밥집에서 일하는 점원이라는 사실이 밝혀짐.
- 마츠오카 군조 : 부잣집에서 태어난 자산가. 자식은 톳토리 현에서 4년동안 사실혼을 한 여성과의 사이에서 태어난 딸 유리(백합)가 있다. 부모가 찾아오는 바람에 사실혼은 끝났고, 부모가 정해준 여성과 결혼하였는데, 병으로 부인이 사망하여 사별함. 부인에 대한 의리 때문에, 당신과 결혼하기 전에 사실혼으로 태어난 딸이 있다는 과거를 말하지 못하고, 보고 싶을 때마다 양복을 맞추거나 수선한다는 핑계로 딸이 일하는 바니걸 유흥업소에 갔다. 이를 보고 "마님과 사별한 지 얼마 안 되어 다른 여자를 만나다니"라고 오해한 집사가 술에 독을 타는 바람에 따님이 죽을 뻔함. 협박편지가 배달되자 조사해달라고 부탁받은 모리 코고로, 후루야 레이, 코난의 추리로 집사가 범인임이 밝혀졌고, 진상이 밝혀진 후에 딸에게 미안해하는 집사에게 사람좋은 성격인 마츠오카 군조는 "나중에 우리, 딸에게 사과하러 가세. 유리는 내 딸이니까 이해할 것이야"라고 위로한다.

## 작품 내의 작품
가면 야이바
가면 야이바(일본어: 仮面ヤイバー, かめんヤイバー)는 인기있는 어린이용 특수촬영물의 영웅이다. 평상시엔 소꿉친구인 나츠메 레이(夏目 玲, なつめ れい)와 함께 핫도그집을 운영하는 시로가네 라이하(白金 雷刃, しろがね らいは)라는 이름의 평범한 청년이지만, 사건이 일어나면 변신하여 오토바이를 타고서 사건 현장에 나타나 나쁜 짓을 하는 괴물이나 외계 생명체를 제압한다고 하는 설정의 권선징악적인 영웅이야기.
이름은 가면라이더와 YAIBA에서 파생되었으며 인형, 카드묶음, 티셔츠, 주유소 제휴 캠페인물, 인형이나 장난감이 들어간 과자 등 상품 판매도 많다. 주제가를 TWO-MIX가 불렀으며 꽤 옛날부터 분기를 달리하여 방송되는데 주 1회 월요일 오후 7시 30분부터 30분동안 방송하며, 영화도 두 편이 제작되고 있다. 미츠히코가 "초대의 가면 야이바는 가면이 그로테스크로, 그것도 멋있습니다."라고 말하며 소년 탐정단이 사오는 과자는 대부분 가면 야이바 장난감 수집 목적이다. 필살기는 야이바 뇌신주먹.
일본어판에서는 타카기 와타루 및 지바 잇신(千葉一伸)이 더빙을 맡고 있다. 한국어판에서는 최승훈(5기), 김국진(7기), 선호제(9기), 강성우(18기, 극장판 비색의 탄환), 이우리(20기)가 맡았다.
한국어 더빙판에서는 가면 사나이라는 이름으로 나온다.
고메라
고메라(일본어: ゴメラ)는 고질라(ゴジラ) 및 가메라(ガメラ)를 모델로 하는 인기 있는 괴물로 영화 여러 편이 제작되고 있었으나 아가사의 죽마고우가 고메라 영화를 찍는 것을 구경하려고 소년 탐정단이 아가사 박사와 촬영장에 견학 갔었을 때 영화 촬영장에서 일어난 살인 사건으로 인해 영화가 중지될 뻔 했다. 팬들의 소원으로 옛 필름을 다시 제작해 계속 이어지고 있으며 "대괴수 고메라", "고메라의 역습", "고메라 대 메카 고메라", "고메라 최후의 결전" 등이 제작되었다.
어둠의 남작 (나이트 바론)
어둠의 남작(일본어: 闇の男爵), 혹은 나이트 바론(일본어: ナイトバロン)은 추리소설가 쿠도 유사쿠의 작품에 나오는 악당이다. 신출귀몰해 정체불명의 괴도이자 살인귀로 등장하며 단발에 비단모자, 가면, 망토, 검은 양복을 입고 있다. 그 신출귀몰한 설정으로 인해 어느 컴퓨터 바이러스에 그 이름이 쓰인다. 검은 조직 또한 그 어둠의 남작 바이러스를 갖고 있어서 조직 내에서 사용되고 있는 프로그램 등이 들어간 기억매체(플로피 디스크 등)를 조직 바깥의 컴퓨터로 사용하면 프로그램이 자동으로 작동해 데이터를 삭제하도록 장치되어 있다.
일본어판에서는 다나카 히데유키(田中秀幸)가 더빙을 맡고 있다.
마츠다 사몬지
마츠다 사몬지(일본어: 松田 左文字, まつだ さもんじ)는 미스테리 작가 신메이 닌타로(新名 任太朗, しんめい にんたろう/한국판:임태랑) 가 쓴 소설의 주인공이다. 닌타로 사후, 딸 신메이 카오리(新名 香保里, しんめい かおり) 가 집필을 이어받았다. 작품 속의 드라마에선 배우 켄자키 오사무(剣崎 修, けんざき おさむ) 가 사몬지를 연기했다.
카오리(한국명:임미향)가 이어받은 후, 모리 코고로, 모리 란, 코난을 모델로 하여 만들어진 돌팔이(ヘッポコ) 탐정과 말괄량이(オテンバ) 딸, 그리고 건방진 안경잡이가 조수로 출연하게 되며 끝난 뒤에도 다시 부활해 지금도 잡지 문예시대에 연재중이다. 대표작으로 2분의 1의 정점(二分の一の頂点), 악마가 꾸민 유언장(悪魔が仕組んだ遺言状), 한밤중의 수사(真夜中の首実検) 등이 있다.
일본어판에서는 스즈키 에이이치로(鈴木英一郎)가 더빙을 맡고 있다.
한국어 더빙판에서는 신문기라는 이름으로 나오며, 한국판에서는 성우 시영준이 목소리를 담당하고 있다.

## 같이 보기
- 명탐정 코난
- 명탐정 코난의 OVA 목록
- 명탐정 코난 (애니메이션)
- 명탐정 코난의 원작 사건 목록
- 명탐정 코난의 영화 목록
- 명탐정 코난의 에피소드 목록